# Paris-Nice 2025
Paris-Nice 2025 est la 83e édition de cette course cycliste masculine sur route. La compétition a lieu du 9 mars au 16 mars 2025 en France entre Le Perray-en-Yvelines et Nice. L'épreuve fait partie de l'UCI World Tour 2025, le calendrier le plus important du cyclisme sur route.
Le tenant du titre Matteo Jorgenson (Visma-Lease a Bike) s'empare du maillot jaune lors du contre-la-montre par équipes et remporte le classement général, devant le meilleur jeune Florian Lipowitz (RedBull-Bora-Hansgrohe) et Thymen Arensman (Ineos Grenadiers). Gagnant d'une étape, Mads Pedersen (Lidl-Trek) repart avec le classement par points, tandis que Thomas Gachignard (TotalEnergies) s'adjuge le classement de la montagne. Enfin, Ineos Grenadiers place trois coureurs dans le Top 10 du classement général et remporte le classement par équipes.

## Présentation

### Parcours
Comme c'est le cas depuis l'édition 2011, la course part des Yvelines, avec plusieurs boucles autour du Perray-en-Yvelines, où les puncheurs et les sprinteurs se disputeront le premier maillot jaune. Les plaines de la Beauce sont traversées le lendemain, avant un contre-la-montre par équipes vallonné de 28,4 km. Les organisateurs ont ensuite programmé la première arrivée au sommet de la course, avec une arrivée à La Loge des Gardes, découverte deux ans plus tôt. Les deux étapes suivantes sont les seules à dépasser les 200 kilomètres, les puncheurs et les sprinteurs devraient à nouveau être à la fête. Le week-end final sera comme d'habitude montagneux, avec l'enchaînement col Saint-Martin/Auron, prévu puis annulé en 2024, puis la traditionnelle boucle autour de Nice,.

### Équipes
En tant qu'épreuve World Tour, les 18 équipes World Tour participent automatiquement à la course. Les deux meilleurs formations de deuxième division en 2024, à savoir Lotto-Dstny et Israel-Premier Tech, ont le droit, sans obligation, de prendre part à toutes les manches du calendrier World Tour. En l’occurrence, les deux équipes ont décidé de ne pas prendre part à l'épreuve. ASO a convié fin décembre les équipes TotalEnergies, Tudor et Uno-X Mobility, puis en février la formation Caja Rural-Seguros RGA.
| WorldTeams (18)- Alpecin-Deceuninck - Arkéa-B&B Hotels - Bahrain-Victorious - Cofidis - Decathlon AG2R La Mondiale Team - EF Education-EasyPost - Groupama-FDJ - Ineos Grenadiers - Intermarché-Wanty - Lidl-Trek - Movistar Team - Red Bull-BORA-hansgrohe - Soudal Quick-Step - Team Jayco AlUla - Team Picnic-PostNL - Team Visma \| Lease a Bike - UAE Team Emirates XRG - XDS Astana Team ProTeams (4)- Team TotalEnergies - Tudor Pro Cycling Team - Uno-X Mobility - Caja Rural-Seguros RGA |
| |

### Favoris et principaux participants
Pour le classement général, le Danois Jonas Vingegaard, qui n'a jamais remporté la course au soleil et qui vient de gagner le Tour de l'Algarve, est considéré comme le principal favori en l'absence du trio Pogačar-Evenepoel-Roglič. Son association avec l'Américain Matteo Jorgenson, le vainqueur de l'édition précédente, fait de ces deux coureurs de l'équipe Visma Lease a Bike, de potentiels vainqueurs. Pour contrer ce redoutable duo, on peut citer le Russe Aleksandr Vlasov et le Colombien Daniel Martínez (Red Bull Bora Hansgrohe), l'Autrichien Felix Gall (Decathlon-AG2R La Mondiale), le Portugais João Almeida (UAE Emirates) , l'Australien Ben O’Connor (Jayco AlUla), le Belge Ilan Van Wilder (Soudal Quick-Step) ainsi que les Français Pavel Sivakov (UAE Emirates), récent vainqueur du Tour d'Andalousie, Guillaume Martin (Groupama FDJ), Aurélien Paret-Peintre (Decathlon-AG2R La Mondiale) et Lenny Martinez (Bahrain Victorious),.

### Primes
La course attribue les prix suivants. Tous les montants sont exprimés en euros (€).
| Position                     | Position                   | 1er    | 2e    | 3e    | 4e    | 5e    | 6e    | 7e    | 8e    | 9e    | 10e-20e | Total   | Total   |
| Classement général           | Classement général         | 16 000 | 8 000 | 4 000 | 2 000 | 1 600 | 1 200 | 1 200 | 800   | 800   | 400     | 40 000  | 40 000  |
| Par étape                    | Par étape                  | 4 000  | 2 000 | 1 000 | 500   | 400   | 300   | 300   | 200   | 200   | 100     | 10 000  | 10 000  |
| Classement par points        | Sprints intermédiaires (7) | 100    | 75    | 25    |       |       |       |       |       |       |         | 1 400   | 5 600   |
| Classement par points        | Classement final           | 2 000  | 1 000 | 800   | 400   |       |       |       |       |       |         | 4 200   | 5 600   |
| Classement de la montagne    | Cols et côtes (28)         | 100    | 75    | 25    |       |       |       |       |       |       |         | 5 600   | 9 800   |
| Classement de la montagne    | Classement final           | 2 000  | 1 000 | 800   | 400   |       |       |       |       |       |         | 4 200   | 9 800   |
| Classement du meilleur jeune | Etapes (7)                 | 150    |       |       |       |       |       |       |       |       |         | 1 050   | 1 850   |
| Classement du meilleur jeune | Classement final           | 800    |       |       |       |       |       |       |       |       |         | 800     | 1 850   |
| Classement par équipes       | Etapes                     | 300    |       |       |       |       |       |       |       |       |         | 2 400   | 3 600   |
| Classement par équipes       | Classement final           | 1 200  |       |       |       |       |       |       |       |       |         | 1 200   | 3 600   |
| Prix de la combativité (7)   | Prix de la combativité (7) | 300    |       |       |       |       |       |       |       |       |         | 2 100   | 2 100   |
| Total                        | Total                      | Total  | Total | Total | Total | Total | Total | Total | Total | Total | Total   | 142 950 | 142 950 |

## Étapes
| Étape     | Date    | Villes étapes                                 | type                         | Distance (km) | Dénivelé (m) | Vainqueur d'étape          | Leader du classement général |
| --------- | ------- | --------------------------------------------- | ---------------------------- | ------------- | ------------ | -------------------------- | ---------------------------- |
| 1re étape | 9 mars  | Le Perray-en-Yvelines – Le Perray-en-Yvelines | étape vallonnée              | 156,5         | 1 285 m      | Tim Merlier                | Tim Merlier                  |
| 2e étape  | 10 mars | Montesson – Bellegarde                        | étape de plaine              | 183,9         | 982 m        | Tim Merlier                | Tim Merlier                  |
| 3e étape  | 11 mars | circuit de Nevers Magny-Cours – Nevers        | contre-la-montre par équipes | 28,4          | 264 m        | Team Visma \| Lease a Bike | Matteo Jorgenson             |
| 4e étape  | 12 mars | Vichy – La Loge des Gardes                    | étape de moyenne montagne    | 163,4         | 2 737 m      | João Almeida               | Jonas Vingegaard             |
| 5e étape  | 13 mars | Saint-Just-en-Chevalet – La Côte-Saint-André  | étape vallonnée              | 203,3         | 2 604 m      | Lenny Martinez             | Matteo Jorgenson             |
| 6e étape  | 14 mars | Saint-Julien-en-Saint-Alban – Berre-l'Étang   | étape de plaine              | 209,8         | 1 555 m      | Mads Pedersen              | Matteo Jorgenson             |
| 7e étape  | 15 mars | Nice – Auron                                  | étape de montagne            | 147,8         | 3 723 m      | Michael Storer             | Matteo Jorgenson             |
| 8e étape  | 16 mars | Nice – Nice                                   | étape de moyenne montagne    | 119,9         | 2 713 m      | Magnus Sheffield           | Matteo Jorgenson             |

## Déroulement de la course

### 1reétape
Pour commencer l'épreuve, les coureurs parcourent trois boucles autour du Perray-en-Yvelines, pour un total de 156,1 km de course à travers les Yvelines. La première boucle est au nord de la commune, avec notamment la côte de Villiers-Saint-Frédéric (1,2 km à 7 %), classée en 3e catégorie et dont le sommet est placé au km 32,9. Après un premier passage sur la ligne d'arrivée (km 54,6), une boucle de 43,8 km vers l'Est est au programme, avec notamment la côte des Dix-Sept Tournants (1,1 km à 6,2 %), classée en 3e catégorie et dont le sommet est au km 70,1. Les coureurs parcourent ensuite de nouveau la première boucle, avec deux temps forts : la côte de Villiers-Saint-Frédéric, dont le sommet est situé au km 134.5, et la côte des Mesnuls, en haut de laquelle est disputé le sprint intermédiaire (km 146,6).

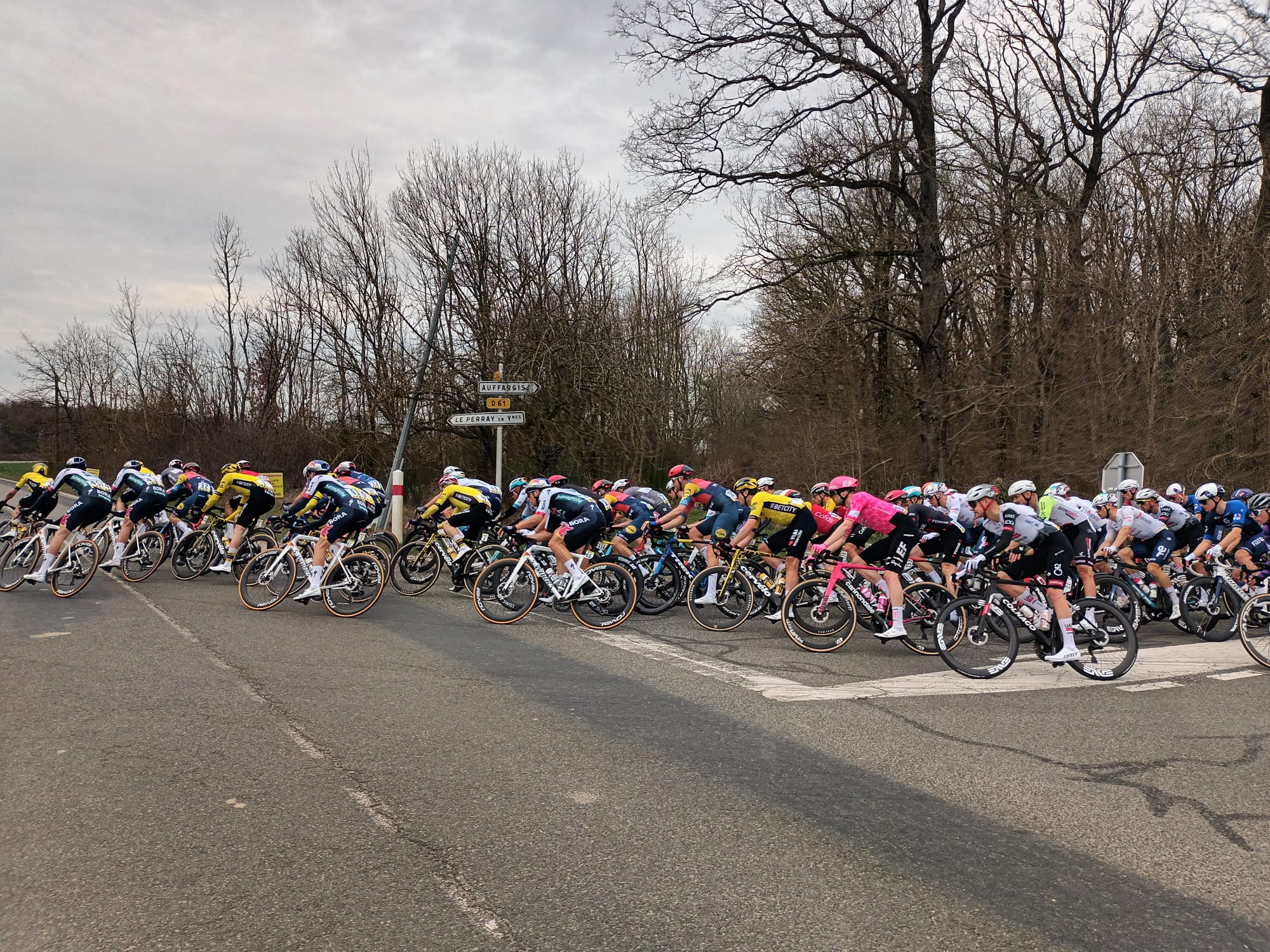
La tête du peloton à la fin de la seconde boucle de l'étape
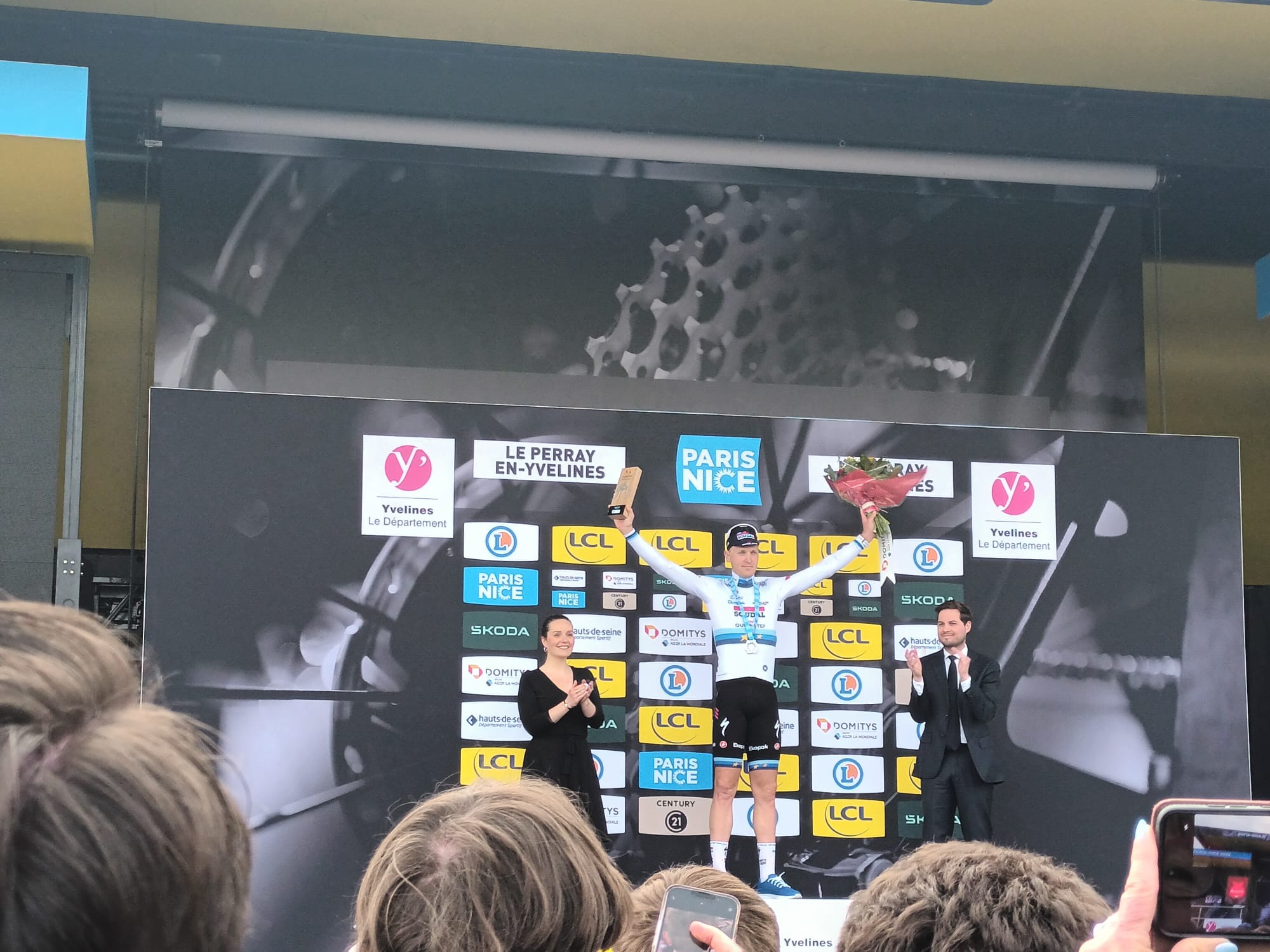
Tim Merlier, vainqueur de l'étape, maillot jaune et maillot vert
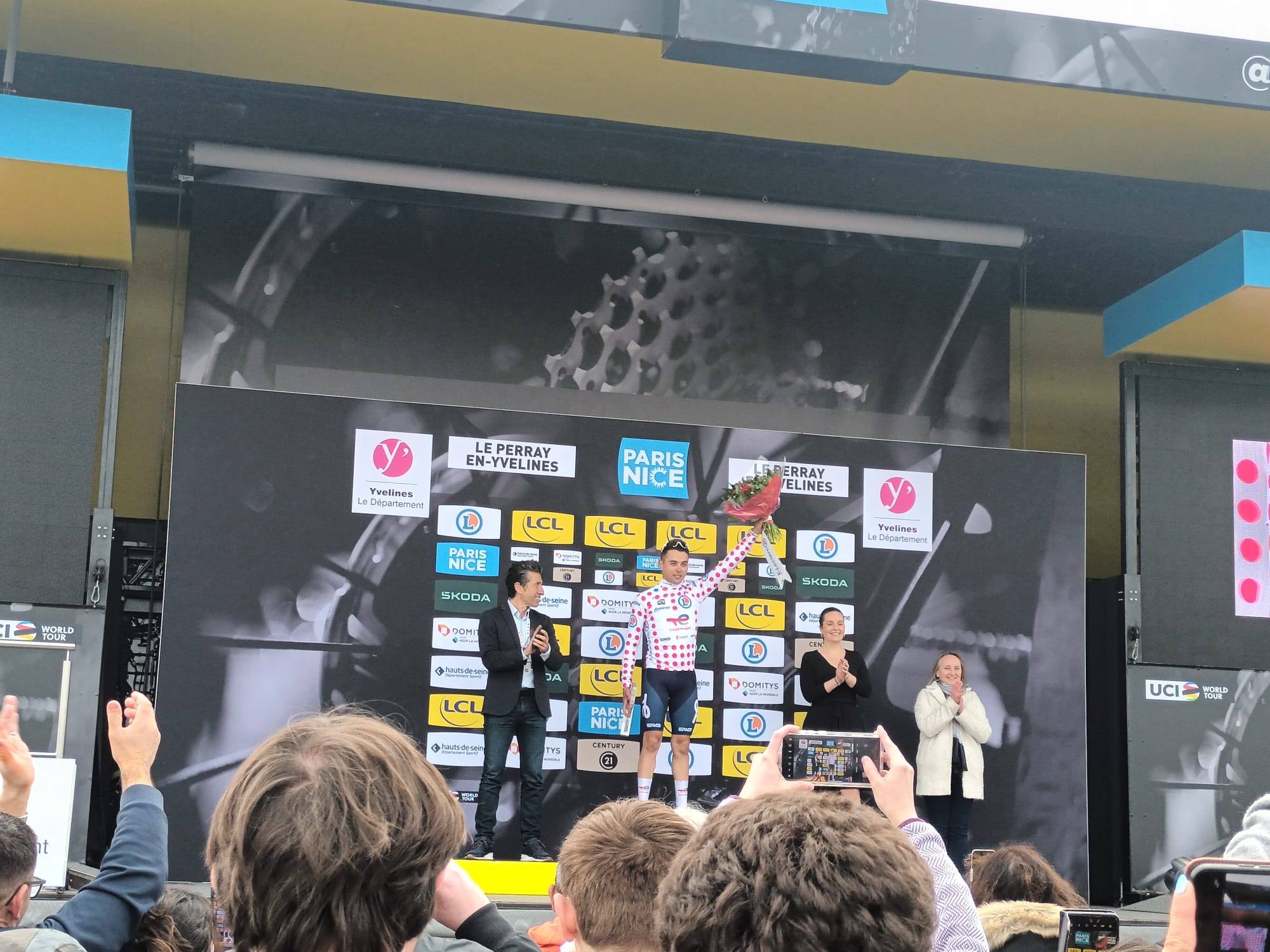
Alexandre Delettre, maillot à pois
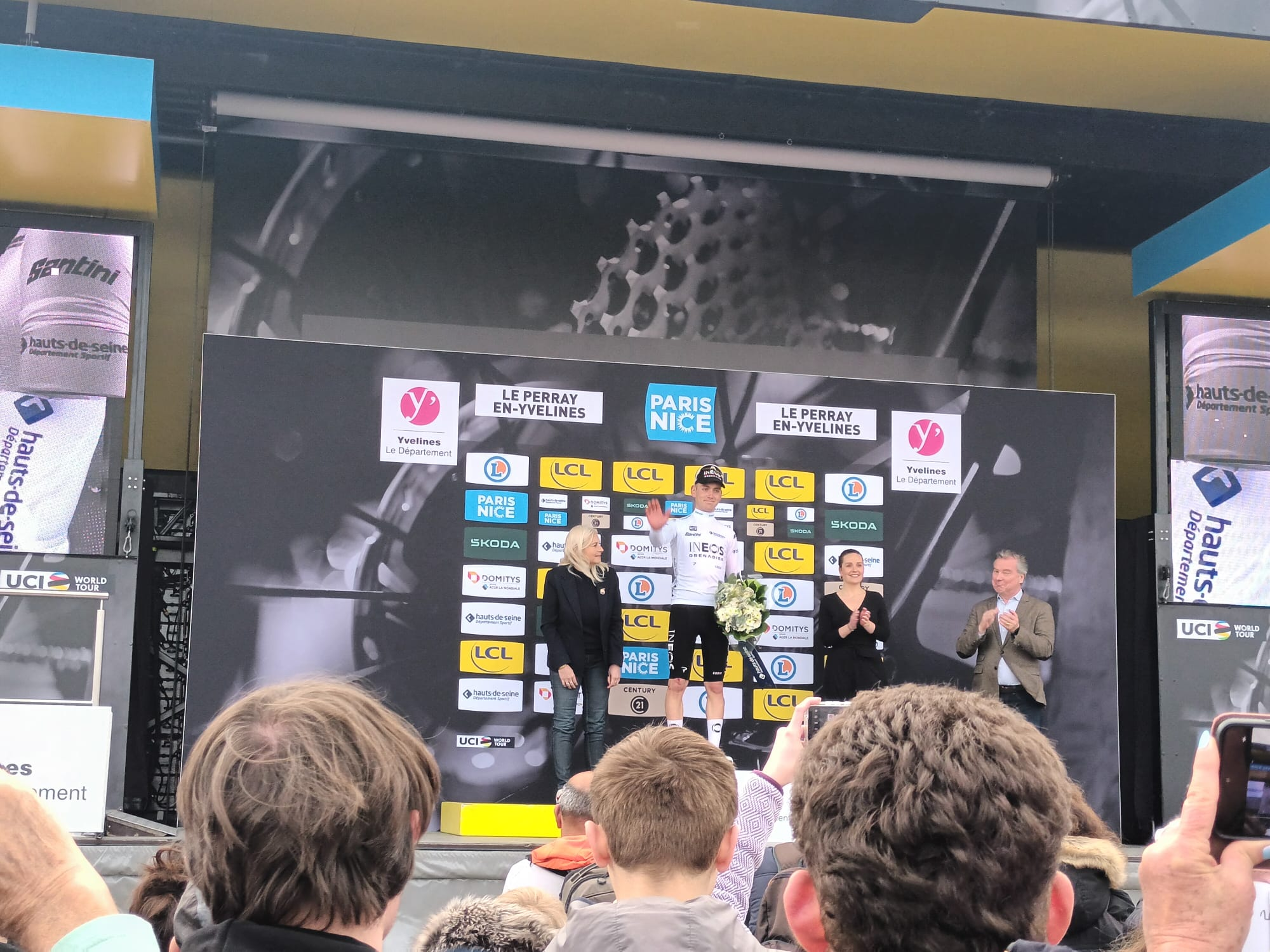
Magnus Sheffield, maillot blanc
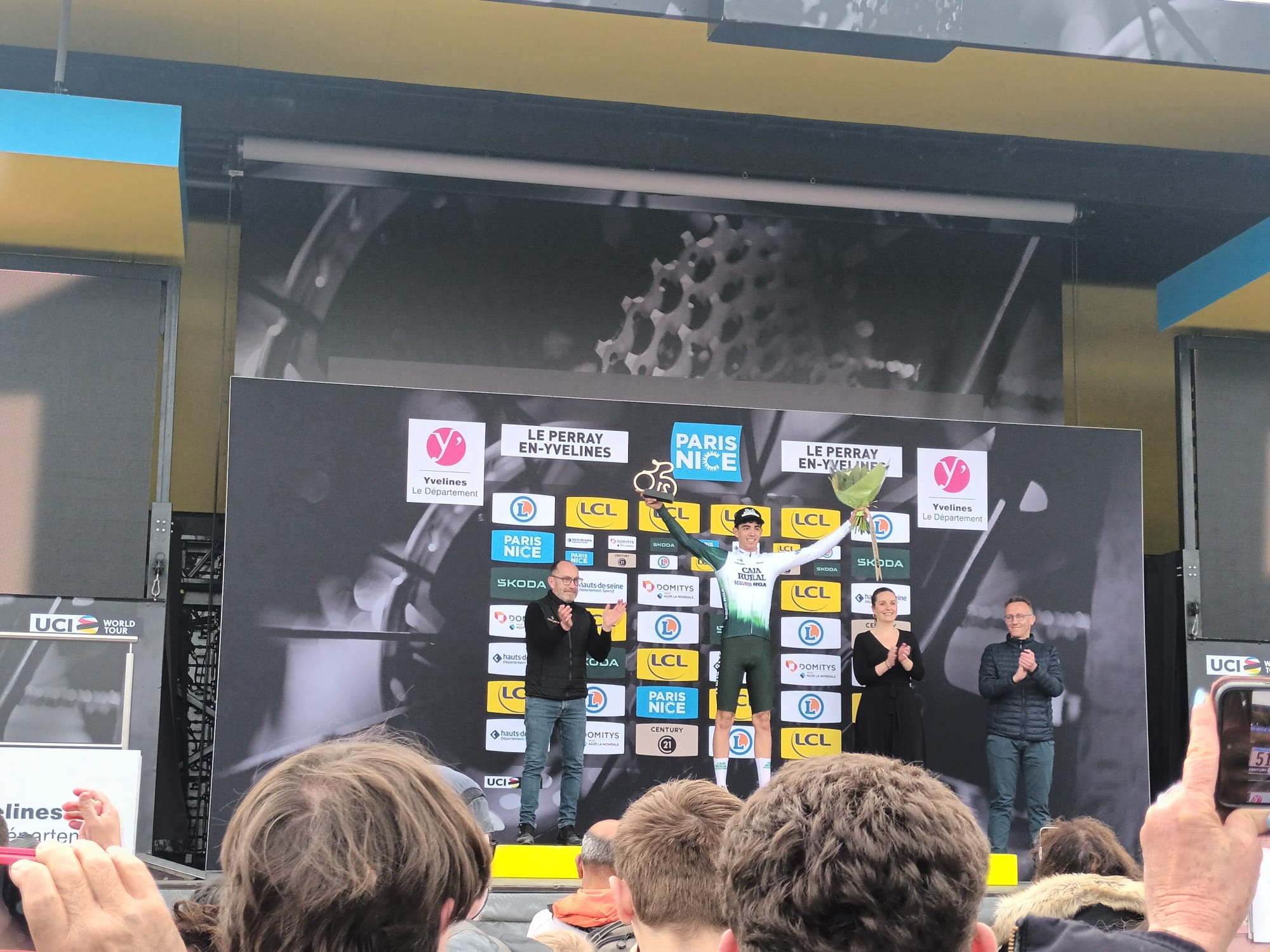
Samuel Fernández García, combatif du jour

Alexandre Delettre (TotalEnergies) et Samuel Fernández García (Caja Rural-Seguros RGA) s'échappent après 2 km de course. Le duo est rejoint au km 4 par Taco van der Hoorn (Intermarché-Wanty). L'échappée va prendre jusqu'à 2 minutes 35 d'avance sur le peloton, au km 20, puis les équipes Soudal-Quick Step et Lidl-Trek vont enclencher la poursuite, l'écart va vite passer sous les deux minutes. Les hommes de tête abordent la côte de Villiers-Saint-Frédéric avec 1 minute 35 d'avance. Delettre passe en tête au sommet, devant Fernández et Van der Hoorn.
Le peloton va ensuite laisser l'échappée reprendre du champ, avant de réduire de nouveau l'écart, qui n'est plus que de 1 minute 06 lors du premier passage sur la ligne d'arrivée. Delettre devance à nouveau Fernández et Van der Hoorn au sommet de la côte des Dix-Sept Tournants. L'avance des hommes de tête chute à 51 secondes à 70 km de l'arrivée. Alors que l'écart a chuté à 22 secondes, Fernández attaque à 62,1 km de l'arrivée. Tandis que Van der Hoorn se relève, Delettre recolle sur la tête 1 km plus loin. Le retard du peloton va ensuite osciller autour des 30 secondes, puis autour des 10 secondes. Les fuyards sont repris à 49,2 km du but.
Le peloton est ensuite mené par les formations Visma-Lease a Bike, Soudal-Quick Step et EF Education-Easypost. Alexander Kristoff (Uno-X) fait partie des coureurs lâchés dans la côte de Villiers-Saint-Frédéric. Julian Alaphilippe (Tudor Pro Cycling) attaque à 210 m du sommet, suivi par Matteo Jorgenson (Visma-Lease a Bike). Jorgenson passe en tête au sommet devant le français, avec quelques secondes d'avance sur Florian Lipowitz (RedBull-Bora-Hansgrohe) et le reste du peloton. Les deux hommes de tête sont vite repris. Kasper Asgreen (EF Education-EasyPost) accélère à 19,2 km de la ligne, suivi par Stefan Küng (Groupama-FDJ) et Tibor Del Grosso (Alpecin-Deceuninck), mais le peloton ne les laisse pas partir. Kristoff revient sur le peloton à 16,5 km de l'arrivée. Santiago Buitrago (Bahrain-Victorious) attaque au pied de la côte des Mesnuls, suivi par Neilson Powless (EF Education-EasyPost), Jorgenson et Brandon McNulty (UAE Emirates). Le quatuor est repris à 400 m du sommet, McNulty contre, sans succès. Jorgenson lance le sprint, mais c'est le champion d'Equateur Jhonatan Narváez (UAE Emirates) qui remporte le sprint intermédiaire, devant Jorgenson et Magnus Sheffield (Ineos Grenadiers).
Les trois hommes poursuivent leur effort, mais sont repris quelques hectomètres plus loin. Tobias Foss (Ineos Grenadiers) accélère à 7,7 km du but, en vain. Joshua Tarling (Ineos Grenadiers) sort du peloton à 7,1 km de l'arrivée, suivi par Matteo Trentin (Tudor Pro Cycling). Mattias Skjelmose (Lidl-Trek) les rejoint 300 m plus loin, mais refuse de passer des relais. Le trio de tête possède 6 secondes d'avance à 5 km de la ligne sur le peloton, mené par les Visma-Lease a Bike. Les hommes de tête sont repris à 2,3 km de l'arrivée. Le champion d'Europe Tim Merlier (Soudal-Quick Step) lance le sprint à 200 m de la ligne et s'impose, devant Arnaud Démare (Arkéa-B&B Hotels) et Alberto Dainese (Tudor Pro Cycling). Le champion d'Europe s'empare ainsi de la tête du classement général avec 4 secondes d'avance sur Démare et Narváez, ainsi que du classement par points. 6e du classement général à 8 secondes du leader, Sheffield endosse le maillot blanc.
| \| Classement de l'étape \| Classement de l'étape \| Classement de l'étape \| Classement de l'étape \| Classement de l'étape \| \| Coureur \| Coureur \| Pays \| Équipe \| Temps \| \| --------------------- \| --------------------- \| --------------------- \| -------------------------- \| --------------------- \| \| 1er \| Tim Merlier \| Belgique \| Soudal Quick-Step \| 3 h 32 min 03 s \| \| 2e \| Arnaud Démare \| France \| Arkéa-B&B Hotels \| + 0 s \| \| 3e \| Alberto Dainese \| Italie \| Tudor Pro Cycling Team \| + 0 s \| \| 4e \| Sebastián Molano \| Colombie \| UAE Team Emirates XRG \| + 0 s \| \| 5e \| Axel Zingle \| France \| Team Visma \\| Lease a Bike \| + 0 s \| \| 6e \| Yevgeniy Fedorov \| Kazakhstan \| XDS Astana Team \| + 0 s \| \| 7e \| Mick van Dijke \| Pays-Bas \| Red Bull-Bora-Hansgrohe \| + 0 s \| \| 8e \| Timo Kielich \| Belgique \| Alpecin-Deceuninck \| + 0 s \| \| 9e \| Vincenzo Albanese \| Italie \| EF Education-EasyPost \| + 0 s \| \| 10e \| Max Walscheid \| Allemagne \| Team Jayco AlUla \| + 0 s \| |                   |            |                            |                 |
| |                   |            |                            |                 |
| |                   |            |                            |                 |
| Classement de l'étape |                   |            |                            |                 |
| Coureur | Coureur           | Pays       | Équipe                     | Temps           |
| 1er | Tim Merlier       | Belgique   | Soudal Quick-Step          | 3 h 32 min 03 s |
| 2e | Arnaud Démare     | France     | Arkéa-B&B Hotels           | + 0 s           |
| 3e | Alberto Dainese   | Italie     | Tudor Pro Cycling Team     | + 0 s           |
| 4e | Sebastián Molano  | Colombie   | UAE Team Emirates XRG      | + 0 s           |
| 5e | Axel Zingle       | France     | Team Visma \| Lease a Bike | + 0 s           |
| 6e | Yevgeniy Fedorov  | Kazakhstan | XDS Astana Team            | + 0 s           |
| 7e | Mick van Dijke    | Pays-Bas   | Red Bull-Bora-Hansgrohe    | + 0 s           |
| 8e | Timo Kielich      | Belgique   | Alpecin-Deceuninck         | + 0 s           |
| 9e | Vincenzo Albanese | Italie     | EF Education-EasyPost      | + 0 s           |
| 10e | Max Walscheid     | Allemagne  | Team Jayco AlUla           | + 0 s           |

| \| Classement général \| Classement général \| Classement général \| Classement général \| Classement général \| \| Coureur \| Coureur \| Pays \| Équipe \| Temps \| \| ------------------ \| ------------------ \| ------------------ \| -------------------------- \| ------------------ \| \| 1er \| Tim Merlier \| Belgique \| Soudal Quick-Step \| 3 h 32 min 03 s \| \| 2e \| Arnaud Démare \| France \| Arkéa-B&B Hotels \| + 4 s \| \| 3e \| Jhonatan Narváez \| Équateur \| UAE Team Emirates XRG \| + 4 s \| \| 4e \| Alberto Dainese \| Italie \| Tudor Pro Cycling Team \| + 6 s \| \| 5e \| Matteo Jorgenson \| États-Unis \| Team Visma \\| Lease a Bike \| + 6 s \| \| 6e \| Magnus Sheffield \| États-Unis \| Ineos Grenadiers \| + 8 s \| \| 7e \| Sebastián Molano \| Colombie \| UAE Team Emirates XRG \| + 10 s \| \| 8e \| Axel Zingle \| France \| Team Visma \\| Lease a Bike \| + 10 s \| \| 9e \| Yevgeniy Fedorov \| Kazakhstan \| XDS Astana Team \| + 10 s \| \| 10e \| Mick van Dijke \| Pays-Bas \| Red Bull-Bora-Hansgrohe \| + 10 s \| |                  |            |                            |                 |
| |                  |            |                            |                 |
| |                  |            |                            |                 |
| Classement général |                  |            |                            |                 |
| Coureur | Coureur          | Pays       | Équipe                     | Temps           |
| 1er | Tim Merlier      | Belgique   | Soudal Quick-Step          | 3 h 32 min 03 s |
| 2e | Arnaud Démare    | France     | Arkéa-B&B Hotels           | + 4 s           |
| 3e | Jhonatan Narváez | Équateur   | UAE Team Emirates XRG      | + 4 s           |
| 4e | Alberto Dainese  | Italie     | Tudor Pro Cycling Team     | + 6 s           |
| 5e | Matteo Jorgenson | États-Unis | Team Visma \| Lease a Bike | + 6 s           |
| 6e | Magnus Sheffield | États-Unis | Ineos Grenadiers           | + 8 s           |
| 7e | Sebastián Molano | Colombie   | UAE Team Emirates XRG      | + 10 s          |
| 8e | Axel Zingle      | France     | Team Visma \| Lease a Bike | + 10 s          |
| 9e | Yevgeniy Fedorov | Kazakhstan | XDS Astana Team            | + 10 s          |
| 10e | Mick van Dijke   | Pays-Bas   | Red Bull-Bora-Hansgrohe    | + 10 s          |

### 2eétape
Le début d'étape est légèrement vallonné, avec notamment la côte des Mesnuls (1,2 km à 5,7 %), classée en 3e catégorie et dont le sommet est au km 34.1, et la côte de La Villeneuve (1 km à 5 %), classée en 3e catégorie et dont le sommet est situé au km 54,1. La suite du parcours traverse les plaines de la Beauce. Le sprint intermédiaire est disputé lors du premier passage sur la ligne d'arrivée (km 131,9). L'arrivée est jugée à Bellegarde, après 183,9 km de course depuis Montesson, à travers les Yvelines, l'Essonne, l'Eure-et-Loir et le Loiret.
Jonas Abrahamsen (Uno-X) s'échappe dès le premier kilomètre de course, suivi par le maillot à pois Alexandre Delettre (TotalEnergies) et Samuel Fernández García (Caja Rural-Seguros RGA). Bert Van Lerberghe (Soudal-Quick Step) part en contre-attaque, mais ne parvient pas à rejoindre le groupe de tête et se relève rapidement. L'échappée obtient jusqu'à 3 minutes 10 d'avance, au km 14, puis la formation Soudal-Quick Step va enclencher la poursuite. Les hommes de tête abordent la côte des Mesnuls avec 2 minutes 20 d'avance. Le maillot à pois passe en tête au sommet, en devançant Abrahamsen et Fernández. L'écart est de 1 minute 50 au pied de l'ascension suivante, où Delettre devance à nouveau Abrahamsen et Fernández. L’équipe Lidl-Trek va ensuite participer à la poursuite, le retard du peloton n'est plus que de 1 minute à 80 km de l'arrivée. L'avance du groupe de tête va remonter à 1 minute 10, avant de chuter de nouveau à 28 secondes à 60 km de l'arrivée.
À 53 km du but, alors que le trio n'a plus qu'une poignée de secondes d'avance, Fernández attaque, suivi par Abrahamsen, le maillot à pois se relève. L'espagnol va cependant lâcher prise 1 km plus loin. Alors que l'avance de l'homme de tête est remontée à 51 secondes, le peloton est secoué par une chute à plus de 45 km de la ligne. Parmi les coureurs à terre, on retrouve notamment Florian Sénéchal (Arkéa-B&B Hotels), contraint à l'abandon. Le maillot jaune Tim Merlier (Soudal-Quick Step) et le porteur du maillot vert Arnaud Démare (Arkéa-B&B Hotels), ainsi que Lenny Martinez et Santiago Buitrago (Bahrain-Victorious), sont eux aussi retardés dans cette chute. Le peloton va alors ralentir pour permettre le retour des coureurs attardés, Abrahamsen en profite pour reprendre du champ, il possède 1 minute 29 d'avance à 37 km de l'arrivée. L'écart va ensuite osciller autour d'une minute 20.
Le Norvégien remporte le sprint intermédiaire. 43 secondes plus tard, Mick van Dijke (RedBull-Bora-Hansgrohe) règle le peloton, devant Matteo Jorgenson (Visma-Lease a Bike), et prend ainsi la tête du classement du meilleur jeune. Une nouvelle chute secoue le peloton sur le ligne du sprint, le champion d'Australie Luke Durbridge (Jayco-AlUla) et Gorka Sorarrain (Caja Rural-Seguros RGA) doivent ainsi abandonner. Beaucoup de coureurs, dont João Almeida (UAE Emirates), Maximilian Schachmann (Soudal-Quick Step), Mattias Skjelmose (Lidl-Trek) et Ben O'Connor (Jayco-AlUla), sont retardés, le peloton va se reformer petit à petit dans le final. Au prix d'un bel effort, l'homme de tête possède encore 25 secondes d'avance à 5 km de la ligne. Il est repris à 2,6 km de l'arrivée. Axel Zingle (Visma-Lease a Bike) lance le sprint à 300 m de la ligne, le maillot jaune déboite 150 m plus loin et remporte l'étape, devant Émilien Jeannière (TotalEnergies). Initialement 3e, Hugo Page (Intermarché-Wanty) est déclassé, c'est finalement Mads Pedersen (Lidl-Trek) qui complète le podium du jour. Au classement général, Merlier possède désormais 14 secondes d'avance sur Démare et Jeannière.
| \| Classement de l'étape \| Classement de l'étape \| Classement de l'étape \| Classement de l'étape \| Classement de l'étape \| \| Coureur \| Coureur \| Pays \| Équipe \| Temps \| \| --------------------- \| --------------------- \| --------------------- \| -------------------------- \| --------------------- \| \| 1er \| Tim Merlier \| Belgique \| Soudal Quick-Step \| 4 h 11 min 29 s \| \| 2e \| Émilien Jeannière \| France \| Team TotalEnergies \| + 0 s \| \| 3e \| Mads Pedersen \| Danemark \| Lidl-Trek \| + 0 s \| \| 4e \| Alexander Kristoff \| Norvège \| Uno-X Mobility \| + 0 s \| \| 5e \| Timo Kielich \| Belgique \| Alpecin-Deceuninck \| + 0 s \| \| 6e \| Axel Zingle \| France \| Team Visma \\| Lease a Bike \| + 0 s \| \| 7e \| Arnaud Démare \| France \| Arkéa-B&B Hotels \| + 0 s \| \| 8e \| Matevž Govekar \| Slovénie \| Bahrain Victorious \| + 0 s \| \| 9e \| Fabio Jakobsen \| Pays-Bas \| Team Picnic-PostNL \| + 0 s \| \| 10e \| Cees Bol \| Pays-Bas \| XDS Astana Team \| + 0 s \| |                    |          |                            |                 |
| |                    |          |                            |                 |
| |                    |          |                            |                 |
| Classement de l'étape |                    |          |                            |                 |
| Coureur | Coureur            | Pays     | Équipe                     | Temps           |
| 1er | Tim Merlier        | Belgique | Soudal Quick-Step          | 4 h 11 min 29 s |
| 2e | Émilien Jeannière  | France   | Team TotalEnergies         | + 0 s           |
| 3e | Mads Pedersen      | Danemark | Lidl-Trek                  | + 0 s           |
| 4e | Alexander Kristoff | Norvège  | Uno-X Mobility             | + 0 s           |
| 5e | Timo Kielich       | Belgique | Alpecin-Deceuninck         | + 0 s           |
| 6e | Axel Zingle        | France   | Team Visma \| Lease a Bike | + 0 s           |
| 7e | Arnaud Démare      | France   | Arkéa-B&B Hotels           | + 0 s           |
| 8e | Matevž Govekar     | Slovénie | Bahrain Victorious         | + 0 s           |
| 9e | Fabio Jakobsen     | Pays-Bas | Team Picnic-PostNL         | + 0 s           |
| 10e | Cees Bol           | Pays-Bas | XDS Astana Team            | + 0 s           |

| \| Classement général \| Classement général \| Classement général \| Classement général \| Classement général \| \| Coureur \| Coureur \| Pays \| Équipe \| Temps \| \| ------------------ \| ------------------ \| ------------------ \| -------------------------- \| ------------------ \| \| 1er \| Tim Merlier \| Belgique \| Soudal Quick-Step \| 7 h 43 min 12 s \| \| 2e \| Arnaud Démare \| France \| Arkéa-B&B Hotels \| + 14 s \| \| 3e \| Émilien Jeannière \| France \| Team TotalEnergies \| + 14 s \| \| 4e \| Matteo Jorgenson \| États-Unis \| Team Visma \\| Lease a Bike \| + 14 s \| \| 5e \| Jhonatan Narváez \| Équateur \| UAE Team Emirates XRG \| + 14 s \| \| 6e \| Jonas Abrahamsen \| Norvège \| Uno-X Mobility \| + 14 s \| \| 7e \| Mads Pedersen \| Danemark \| Lidl-Trek \| + 16 s \| \| 8e \| Mick van Dijke \| Pays-Bas \| Red Bull-Bora-Hansgrohe \| + 16 s \| \| 9e \| Alberto Dainese \| Italie \| Tudor Pro Cycling Team \| + 16 s \| \| 10e \| Magnus Sheffield \| États-Unis \| Ineos Grenadiers \| + 18 s \| |                   |            |                            |                 |
| |                   |            |                            |                 |
| |                   |            |                            |                 |
| Classement général |                   |            |                            |                 |
| Coureur | Coureur           | Pays       | Équipe                     | Temps           |
| 1er | Tim Merlier       | Belgique   | Soudal Quick-Step          | 7 h 43 min 12 s |
| 2e | Arnaud Démare     | France     | Arkéa-B&B Hotels           | + 14 s          |
| 3e | Émilien Jeannière | France     | Team TotalEnergies         | + 14 s          |
| 4e | Matteo Jorgenson  | États-Unis | Team Visma \| Lease a Bike | + 14 s          |
| 5e | Jhonatan Narváez  | Équateur   | UAE Team Emirates XRG      | + 14 s          |
| 6e | Jonas Abrahamsen  | Norvège    | Uno-X Mobility             | + 14 s          |
| 7e | Mads Pedersen     | Danemark   | Lidl-Trek                  | + 16 s          |
| 8e | Mick van Dijke    | Pays-Bas   | Red Bull-Bora-Hansgrohe    | + 16 s          |
| 9e | Alberto Dainese   | Italie     | Tudor Pro Cycling Team     | + 16 s          |
| 10e | Magnus Sheffield  | États-Unis | Ineos Grenadiers           | + 18 s          |

### 3eétape
L'étape est un contre-la-montre par équipes, long de 28,4 km entre le circuit de Nevers Magny-Cours et Nevers, à travers la Nièvre. L'étape est vallonnée, avec notamment la côte de la Pisserotte (1 km à 5,6 %), dont le sommet est au km 24,2.
| \| Classement de l'étape \| Classement de l'étape \| Classement de l'étape \| Classement de l'étape \| Classement de l'étape \| Classement de l'étape \| \| Équipe \| Équipe \| Pays \| Temps \| Écart de temps \| Vitesse moy. \| \| --------------------- \| ------------------------------- \| --------------------- \| --------------------- \| --------------------- \| --------------------- \| \| 1re \| Team Visma \\| Lease a Bike \| Pays-Bas \| 30 min 26 s \| \| 55.962 km/h \| \| 2e \| Team Jayco AlUla \| Australie \| \| + 15 s \| 55.526 km/h \| \| 3e \| Red Bull-BORA-hansgrohe \| Allemagne \| \| + 25 s \| 55.235 km/h \| \| 4e \| Lidl-Trek \| États-Unis \| \| + 30 s \| 55.065 km/h \| \| 5e \| Ineos Grenadiers \| Royaume-Uni \| \| + 33 s \| 54.984 km/h \| \| 6e \| EF Education-EasyPost \| États-Unis \| \| + 33 s \| 54.950 km/h \| \| 7e \| Decathlon AG2R La Mondiale Team \| France \| \| + 38 s \| 54.793 km/h \| \| 8e \| UAE Team Emirates XRG \| Émirats arabes unis \| \| + 41 s \| 54.707 km/h \| \| 9e \| Movistar Team \| Espagne \| \| + 48 s \| 54.513 km/h \| \| 10e \| Soudal Quick-Step \| Belgique \| \| + 50 s \| 54.470 km/h \| |                                 |                     |             |                |              |
| |                                 |                     |             |                |              |
| |                                 |                     |             |                |              |
| Classement de l'étape |                                 |                     |             |                |              |
| Équipe | Équipe                          | Pays                | Temps       | Écart de temps | Vitesse moy. |
| 1re | Team Visma \| Lease a Bike      | Pays-Bas            | 30 min 26 s |                | 55.962 km/h  |
| 2e | Team Jayco AlUla                | Australie           |             | + 15 s         | 55.526 km/h  |
| 3e | Red Bull-BORA-hansgrohe         | Allemagne           |             | + 25 s         | 55.235 km/h  |
| 4e | Lidl-Trek                       | États-Unis          |             | + 30 s         | 55.065 km/h  |
| 5e | Ineos Grenadiers                | Royaume-Uni         |             | + 33 s         | 54.984 km/h  |
| 6e | EF Education-EasyPost           | États-Unis          |             | + 33 s         | 54.950 km/h  |
| 7e | Decathlon AG2R La Mondiale Team | France              |             | + 38 s         | 54.793 km/h  |
| 8e | UAE Team Emirates XRG           | Émirats arabes unis |             | + 41 s         | 54.707 km/h  |
| 9e | Movistar Team                   | Espagne             |             | + 48 s         | 54.513 km/h  |
| 10e | Soudal Quick-Step               | Belgique            |             | + 50 s         | 54.470 km/h  |

| \| Classement général \| Classement général \| Classement général \| Classement général \| Classement général \| \| Coureur \| Coureur \| Pays \| Équipe \| Temps \| \| ------------------ \| ------------------ \| ------------------ \| -------------------------- \| ------------------ \| \| 1er \| Matteo Jorgenson \| États-Unis \| Team Visma \\| Lease a Bike \| 8 h 13 min 52 s \| \| 2e \| Jonas Vingegaard \| Danemark \| Team Visma \\| Lease a Bike \| + 6 s \| \| 3e \| Michael Matthews \| Australie \| Team Jayco AlUla \| + 21 s \| \| 4e \| Ben O'Connor \| Australie \| Team Jayco AlUla \| + 21 s \| \| 5e \| Aleksandr Vlasov \| Bannière neutre \| Red Bull-Bora-Hansgrohe \| + 31 s \| \| 6e \| Florian Lipowitz \| Allemagne \| Red Bull-Bora-Hansgrohe \| + 31 s \| \| 7e \| Mauro Schmid \| Suisse \| Team Jayco AlUla \| + 31 s \| \| 8e \| Ben Zwiehoff \| Allemagne \| Red Bull-Bora-Hansgrohe \| + 34 s \| \| 9e \| Mattias Skjelmose \| Danemark \| Lidl-Trek \| + 36 s \| \| 10e \| Magnus Sheffield \| États-Unis \| Ineos Grenadiers \| + 38 s \| |                   |                 |                            |                 |
| |                   |                 |                            |                 |
| |                   |                 |                            |                 |
| Classement général |                   |                 |                            |                 |
| Coureur | Coureur           | Pays            | Équipe                     | Temps           |
| 1er | Matteo Jorgenson  | États-Unis      | Team Visma \| Lease a Bike | 8 h 13 min 52 s |
| 2e | Jonas Vingegaard  | Danemark        | Team Visma \| Lease a Bike | + 6 s           |
| 3e | Michael Matthews  | Australie       | Team Jayco AlUla           | + 21 s          |
| 4e | Ben O'Connor      | Australie       | Team Jayco AlUla           | + 21 s          |
| 5e | Aleksandr Vlasov  | Bannière neutre | Red Bull-Bora-Hansgrohe    | + 31 s          |
| 6e | Florian Lipowitz  | Allemagne       | Red Bull-Bora-Hansgrohe    | + 31 s          |
| 7e | Mauro Schmid      | Suisse          | Team Jayco AlUla           | + 31 s          |
| 8e | Ben Zwiehoff      | Allemagne       | Red Bull-Bora-Hansgrohe    | + 34 s          |
| 9e | Mattias Skjelmose | Danemark        | Lidl-Trek                  | + 36 s          |
| 10e | Magnus Sheffield  | États-Unis      | Ineos Grenadiers           | + 38 s          |

### 4eétape
Après un début d'étape en faux-plat montant et une bosse non-répertoriée, les coureurs vont chercher la côte de Lavoine (7,6 km à 4,1 %), classée en 3e catégorie et dont le sommet est placé au km 33,6. La suite du parcours est globalement descendant, avant d'emprunter la côte de la Bruyère (3,9 km à 4,8 %), classée en 3e catégorie et dont le sommet est situé au km 79,2, et une dizaine de kilomètres de plat, puis de redescendre une dizaine de kilomètres. S'ensuit l'enchaînement de la côte de la Croix Bruyère (3,2 km à 5 %), classée en 3e catégorie et dont le sommet est au km 106, et de la côte du Canon (3,5 km à 6,7 %), classée en 2e catégorie. La montée se prolonge après le sommet (km 111,9), la route descend ensuite légèrement puis plus franchement. Trois ascensions jalonnent le final : la montée vers le sprint intermédiaire (km 136,8), la côte de la Chabanne (2,7 km à 5,3 %), classée en 3e catégorie et dont le sommet est situé au km 150,4, et la montée vers La Loge des Gardes (6,7 km à 7,1 %), classée en 1re catégorie et en haut de laquelle sera jugée l'arrivée, après 163,4 km de course depuis Vichy, à travers l'Allier et la Loire.

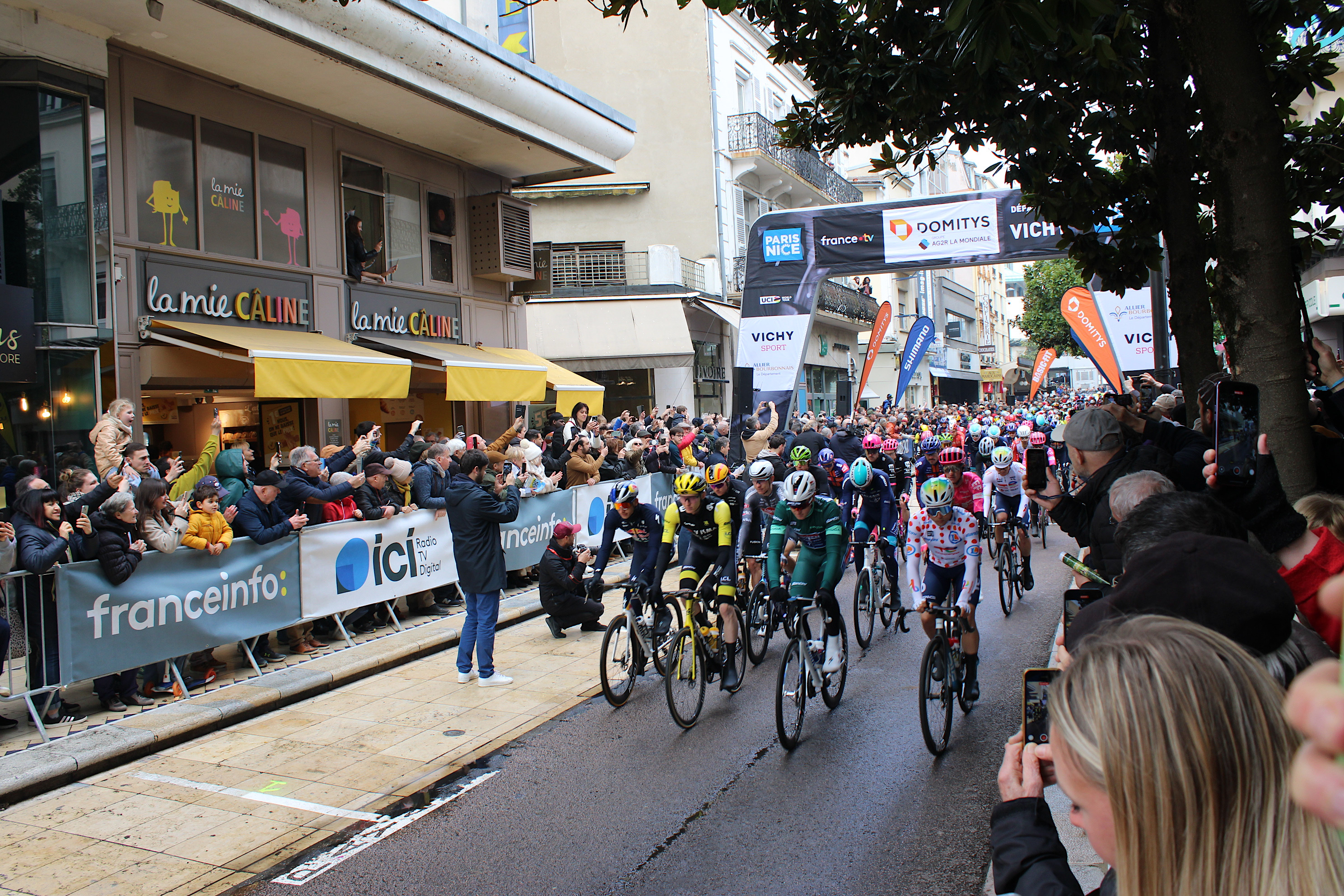
Départ fictif à Vichy.
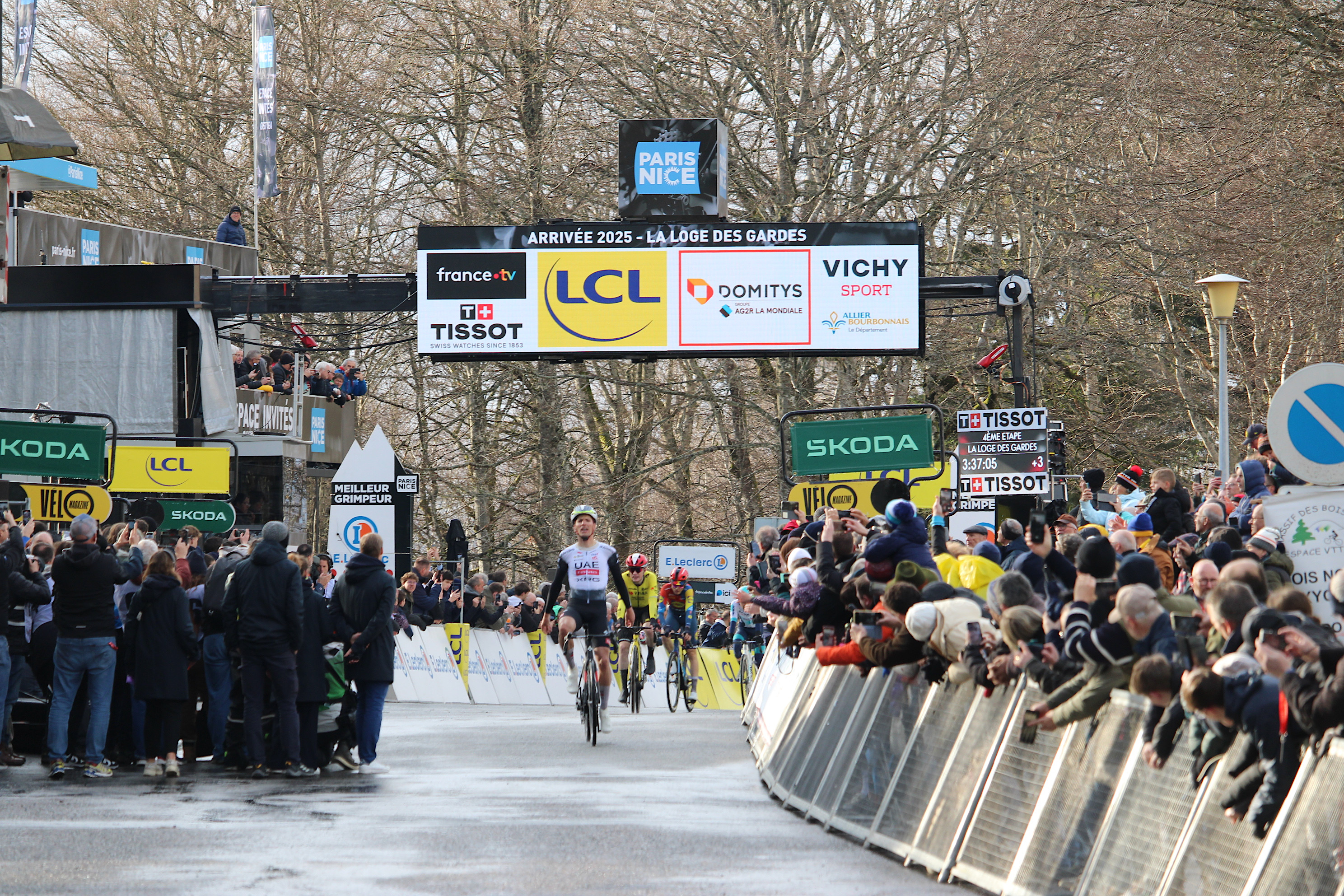
Passage sur la ligne de João Almeida, suivi par Jonas Vingegaard et Mattias Skjelmose.
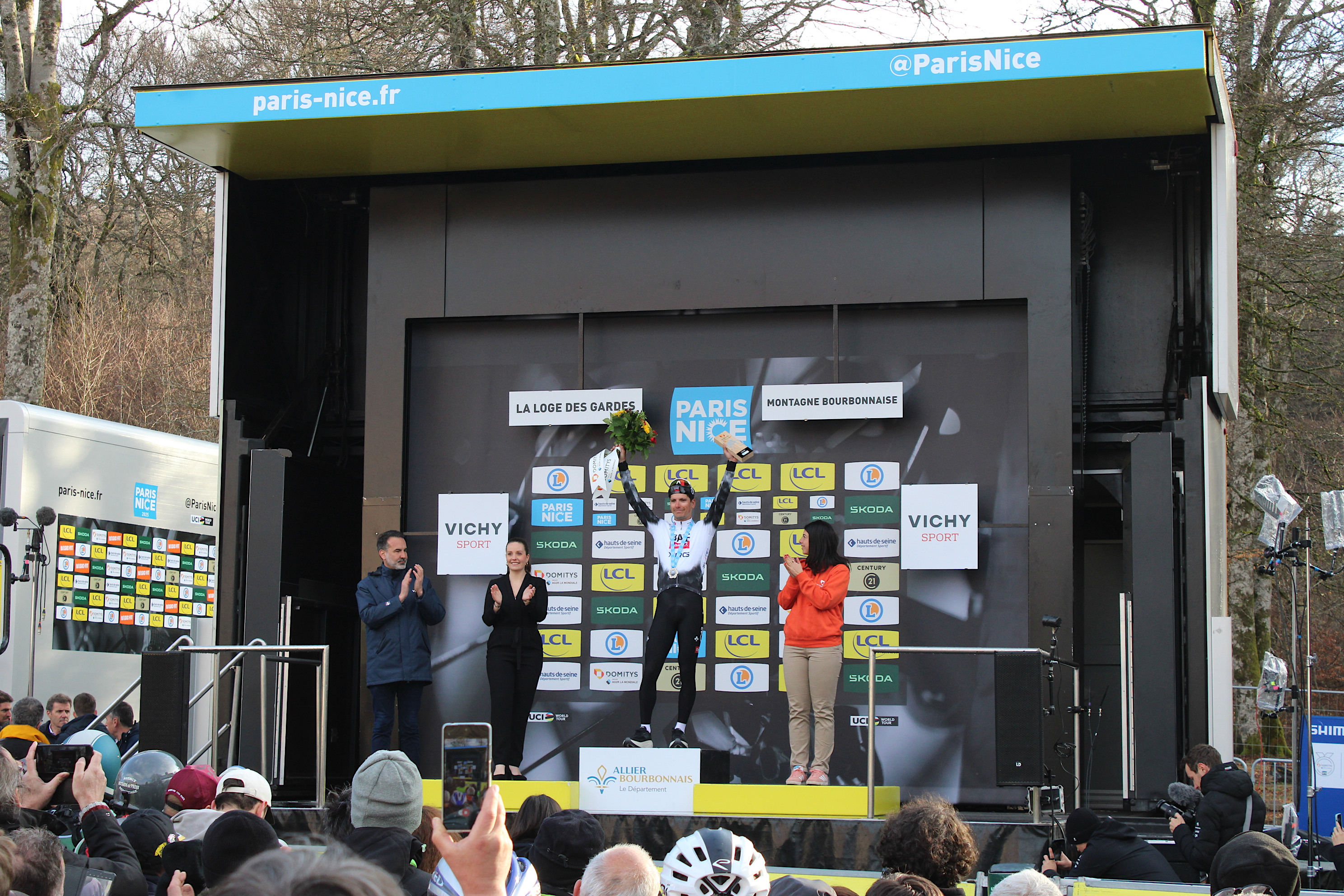
Podium à l'arrivée avec le vainqueur de l'étape João Almeida.
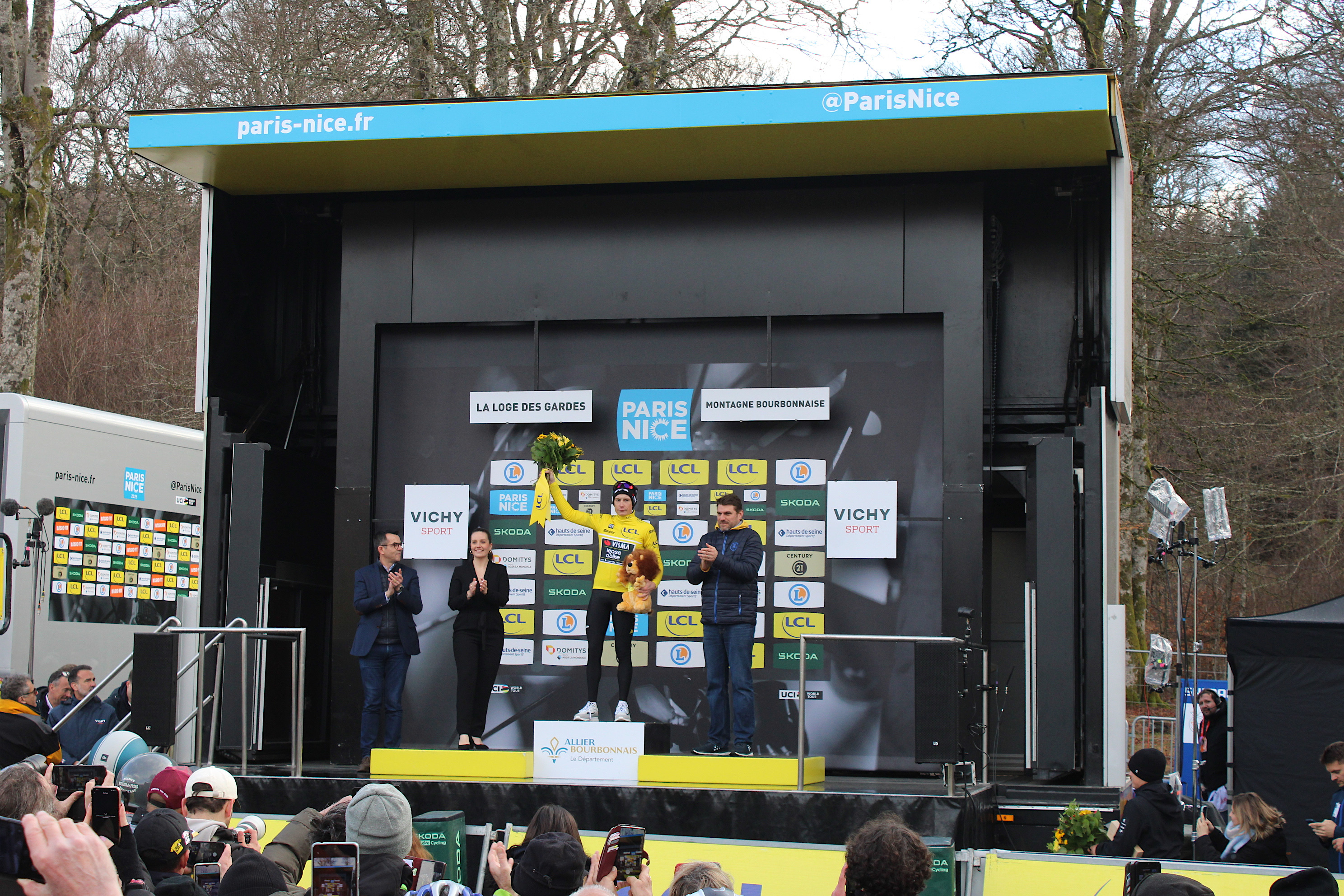
À l'issue de cette étape, Jonas Vingegaard devient leader au classement général.

Le début d'étape est rapide, le peloton est secoué par de nombreuses tentatives d'échappée, mais personne ne parvient dans un premier temps à se détacher durablement. Ben Swift (Ineos Grenadiers), Andreas Leknessund (Uno-X), Sylvain Moniquet (Cofidis), Dion Smith (Intermarché-Wanty) s'échappent au kilomètre 18. Le quatuor est rejoint un kilomètre plus loin par Thibault Guernalec (Arkéa-B&B Hotels), Vincenzo Albanese (EF Education-EasyPost), Thomas Gachignard (TotalEnergies) et Edward Planckaert (Alpecin-Deceuninck). Cette fois-ci, les attaquants vont prendre du champ, ils ont 2 minutes 20 d'avance au kilomètre 26.
Gachnignard passe en tête de la côte de Lavoine, devançant Leknessund et Moniquet, le peloton passe avec trois minutes de retard. Les Visma-Lease a Bike vont contrôler l'écart autour des 2 minutes 30. Gachignard devance à nouveau Leknessund et Moniquet au sommet de la côte de la Bruyère. L'échappée va ensuite voir son avance grimper, jusqu'à 3 minutes 35 au kilomètre 89. Alors qu'il faisait l'effort pour rentrer sur le peloton à la suite d'une crevaison, Santiago Buitrago (Bahrain-Victorious) chute à 60 km de l'arrivée et abandonne. Gachignard franchit en tête au sommet de la côte de la Croix Bruyère, devant Albanese et Guernalec, le peloton passe 2 minutes 45 plus tard.
Alors que l'écart est de 2 minutes 38, Smith est distancé du groupe de tête à 1,6 km du sommet de la côte du Canon. Derrière, Joshua Tarling et Tobias Foss (Ineos Grenadiers) sortent du peloton. Gachignard passe en tête au sommet, devant Leknessund et Planckaert, et prend ainsi la tête du classement de la montagne. Le duo de contre passe 2 minutes 10 plus tard, le peloton avec 2 minutes 35. Une averse de grêle va ensuite s'abattre sur le parcours, rendant la chaussée glissante (et plus particulièrement les sections descendantes) — une moto suiveuse et une voiture de l'équipe cycliste Decathlon-AG2R La Mondiale ont été accidentés. La tête de course et le peloton ont été contraints de poser pied à terre avant de pouvoir reprendre la route à une allure modérée. La course est finalement neutralisée à 46 kilomètres de l'arrivée, alors que l'échappée a 1 minute 35 d'avance sur le duo de chasse et 2 minutes 20 sur le peloton.
La course reprend avec ces écarts, à 28,8 km du but. Albanese a du mal à se relancer lors de la reprise de la course et va perdre définitivement le contact avec la tête de course. Derrière, c'est la Movistar qui prend les commandes du peloton. Leknessund remporte le sprint intermédiaire, devant Gachignard et Moniquet. Il poursuit sont effort et distance le reste de l'échappée. Alors que les formations Lidl-Trek et UAE Emirates ont rejoint les Movistar en tête de peloton, l'homme de tête possède à 22 kilomètres de l'arrivée 15 secondes d'avance sur ses ex-compagnons de fugue, 1 minute 05 sur le duo de contre et 2 minutes 07 sur le peloton. Le norvégien est rejoint par ses cinq compagnons d'échappée à 17,1 kilomètres de la ligne, les poursuivants sont pointés à 1 minute 05, le peloton à 1 minute 47. Swift va ensuite se relever pour attendre ses deux coéquipiers. Gachignard prend la première place au sommet de la côte de la Chabanne, devant Leknessund et Moniquet, avec 15 secondes d'avance sur le trio de poursuite et 40 sur le peloton. Les trois poursuivants rejoignent les échappés à 11,1 kilomètres de l'arrivée, le peloton est pointé à 22 secondes. Moniquet est lâché à 10,5 kilomètres du but.
Le groupe de tête aborde la montée finale avec 38 secondes d'avance sur le peloton. L'échappée explose dès le pied, seuls Gachignard et Leknessund peuvent suivre Tarling et Foss, mais ils lâchent prise dans les hectomètres suivants. Foss part seul à 6,1 kilomètres du sommet. À cinq kilomètres de la ligne, l'homme de tête possède encore 26 secondes d'avance sur le groupe maillot jaune, toujours mené par Mads Pedersen (Lidl-Trek). Alors que l'écart est toujours de 28 secondes, le maillot blanc Florian Lipowitz (RedBull-Bora-Hansgrohe) attaque à 4,2 kilomètres du sommet, mais le maillot jaune Matteo Jorgenson (Visma-Lease a Bike) veille au grain. Pablo Castrillo (Movistar) tente sa chance 200 mètres plus loin, sans plus de succès. Avec 21 secondes de retard sur l'homme de tête, Lenny Martinez (Barhain-Victorious) attaque à 3,5 kilomètres de l'arrivée, suivi par Jonas Vingegaard (Visma-Lease a Bike), le maillot blanc ramène le groupe maillot jaune sur les deux hommes. L'avance de Foss n'est plus que de 13 secondes à trois kilomètres du but. Le groupe des favoris est alors réduit à 13 coureurs, le maillot jaune n'est plus accompagné que par Vingegaard, Castrillo, Martinez et le maillot blanc, ainsi que par João Almeida, Brandon McNulty (UAE Emirates), Mattias Skjelmose (Lidl-Trek), Harold Tejada, Clément Champoussin (XDS Astana), Thymen Arensman (Ineos Grenadiers), Ilan Van Wilder (Soudal-Quick Step) et Michael Storer (Tudor Pro Cycling). Martinez attaque à 2,3 kilomètres du sommet, suivi par Vingegaard. Ce dernier contre, Martinez s'accroche. Le duo dépose Foss 200 mètres plus loin, puis Vingegaard part en solitaire. Il possède 10 secondes d'avance sur le groupe maillot jaune, mené par Almeida, à la flamme rouge. Le danois perd du terrain dans les 600 derniers mètres. Après un dernier relais de McNulty, Almeida attaque à 300 mètres de l'arrivée, il avale l'homme de tête à 50 mètres de la ligne et s'en va chercher la victoire d'étape et le maillot à pois, avec une seconde d'avance sur Vingegaard et deux secondes sur Skjelmose et Martinez. Le maillot jaune et le maillot blanc concèdent six secondes, McNulty trois de plus. Tejada, Arensman et Champoussin complètent le Top 10, à une vingtaine de secondes du vainqueur. Van Wilder, Castrillo, Storer et Foss franchissent la ligne avec 28 secondes de retard. Guillaume Martin (Groupama-FDJ) concède 1 minute 02, Felix Gall (Decathlon-AG2R La Mondiale) et Magnus Sheffield (Ineos Grenadiers) près de 2 minutes, Ben O'Connor (Jayco-AlUla) 2 minutes 10, Maximilian Schachmann (Soudal-Quick Step) 3 minutes et Aleksandr Vlasov (RedBull-Bora-Hansgrohe) plus de 16 minutes. Jorgenson cède donc son maillot jaune à son coéquipier, pour 5 secondes, tandis que le nouveau meilleur jeune Skjelmose, Lipowitz et Almeida remontent dans le Top 5, à moins de 40 secondes du leader danois. Arensman et McNulty suivent, avec près d'une minute de retard. Sacré combatif du jour, Tobias Foss remonte à la 8e place, avec trois secondes d'avance sur Martinez et une vingtaine sur Castrillo, Van Wilder, les deux XDS Astana et Storer.
| \| Classement de l'étape \| Classement de l'étape \| Classement de l'étape \| Classement de l'étape \| Classement de l'étape \| \| Coureur \| Coureur \| Pays \| Équipe \| Temps \| \| --------------------- \| --------------------- \| --------------------- \| -------------------------- \| --------------------- \| \| 1er \| João Almeida \| Portugal \| UAE Team Emirates XRG \| 3 h 37 min 06 s \| \| 2e \| Jonas Vingegaard \| Danemark \| Team Visma \\| Lease a Bike \| + 1 s \| \| 3e \| Mattias Skjelmose \| Danemark \| Lidl-Trek \| + 2 s \| \| 4e \| Lenny Martinez \| France \| Bahrain Victorious \| + 2 s \| \| 5e \| Florian Lipowitz \| Allemagne \| Red Bull-Bora-Hansgrohe \| + 6 s \| \| 6e \| Matteo Jorgenson \| États-Unis \| Team Visma \\| Lease a Bike \| + 6 s \| \| 7e \| Brandon McNulty \| États-Unis \| UAE Team Emirates XRG \| + 9 s \| \| 8e \| Harold Tejada \| Colombie \| XDS Astana Team \| + 17 s \| \| 9e \| Thymen Arensman \| Pays-Bas \| Ineos Grenadiers \| + 17 s \| \| 10e \| Clément Champoussin \| France \| XDS Astana Team \| + 21 s \| |                     |            |                            |                 |
| |                     |            |                            |                 |
| |                     |            |                            |                 |
| Classement de l'étape |                     |            |                            |                 |
| Coureur | Coureur             | Pays       | Équipe                     | Temps           |
| 1er | João Almeida        | Portugal   | UAE Team Emirates XRG      | 3 h 37 min 06 s |
| 2e | Jonas Vingegaard    | Danemark   | Team Visma \| Lease a Bike | + 1 s           |
| 3e | Mattias Skjelmose   | Danemark   | Lidl-Trek                  | + 2 s           |
| 4e | Lenny Martinez      | France     | Bahrain Victorious         | + 2 s           |
| 5e | Florian Lipowitz    | Allemagne  | Red Bull-Bora-Hansgrohe    | + 6 s           |
| 6e | Matteo Jorgenson    | États-Unis | Team Visma \| Lease a Bike | + 6 s           |
| 7e | Brandon McNulty     | États-Unis | UAE Team Emirates XRG      | + 9 s           |
| 8e | Harold Tejada       | Colombie   | XDS Astana Team            | + 17 s          |
| 9e | Thymen Arensman     | Pays-Bas   | Ineos Grenadiers           | + 17 s          |
| 10e | Clément Champoussin | France     | XDS Astana Team            | + 21 s          |

| \| Classement général \| Classement général \| Classement général \| Classement général \| Classement général \| \| Coureur \| Coureur \| Pays \| Équipe \| Temps \| \| ------------------ \| ------------------ \| ------------------ \| -------------------------- \| ------------------ \| \| 1er \| Jonas Vingegaard \| Danemark \| Team Visma \\| Lease a Bike \| 11 h 50 min 59 s \| \| 2e \| Matteo Jorgenson \| États-Unis \| Team Visma \\| Lease a Bike \| + 5 s \| \| 3e \| Mattias Skjelmose \| Danemark \| Lidl-Trek \| + 33 s \| \| 4e \| Florian Lipowitz \| Allemagne \| Red Bull-Bora-Hansgrohe \| + 36 s \| \| 5e \| João Almeida \| Portugal \| UAE Team Emirates XRG \| + 37 s \| \| 6e \| Thymen Arensman \| Pays-Bas \| Ineos Grenadiers \| + 56 s \| \| 7e \| Brandon McNulty \| États-Unis \| UAE Team Emirates XRG \| + 58 s \| \| 8e \| Tobias Foss \| Norvège \| Ineos Grenadiers \| + 1 min 06 s \| \| 9e \| Lenny Martinez \| France \| Bahrain Victorious \| + 1 min 09 s \| \| 10e \| Pablo Castrillo \| Espagne \| Movistar Team \| + 1 min 22 s \| |                   |            |                            |                  |
| |                   |            |                            |                  |
| |                   |            |                            |                  |
| Classement général |                   |            |                            |                  |
| Coureur | Coureur           | Pays       | Équipe                     | Temps            |
| 1er | Jonas Vingegaard  | Danemark   | Team Visma \| Lease a Bike | 11 h 50 min 59 s |
| 2e | Matteo Jorgenson  | États-Unis | Team Visma \| Lease a Bike | + 5 s            |
| 3e | Mattias Skjelmose | Danemark   | Lidl-Trek                  | + 33 s           |
| 4e | Florian Lipowitz  | Allemagne  | Red Bull-Bora-Hansgrohe    | + 36 s           |
| 5e | João Almeida      | Portugal   | UAE Team Emirates XRG      | + 37 s           |
| 6e | Thymen Arensman   | Pays-Bas   | Ineos Grenadiers           | + 56 s           |
| 7e | Brandon McNulty   | États-Unis | UAE Team Emirates XRG      | + 58 s           |
| 8e | Tobias Foss       | Norvège    | Ineos Grenadiers           | + 1 min 06 s     |
| 9e | Lenny Martinez    | France     | Bahrain Victorious         | + 1 min 09 s     |
| 10e | Pablo Castrillo   | Espagne    | Movistar Team              | + 1 min 22 s     |

### 5eétape
Dès le début d'étape, les coureurs enchaînent une bosse non-répertoriée et la côte de Saint-Polgues (1,5 km à 5,5 %), classée en 3e catégorie et dont le sommet est au km 10,9. Après la descente, la route est plate pendant une quarantaine de kilomètres et emprunte deux longues montées non-répertoriées durant les 30 kilomètres suivants. Le peloton descend une dizaine de kilomètres, avant de grimper la côte de Trèves (2,3 km à 6 %), classée en 3e catégorie et dont le sommet est placé au km 106,3. La route continue de monter légèrement, puis est plus plate et descend, avant de remonter pour aller chercher l'enchaînement de deux côtes de 3e catégorie : la côte du Château Jaune (1,2 km à 9,2 %) et la côte de Sibuze (1,1 km à 8,2 %), dont les sommets sont situés respectivement au km 156,2 et 161,1. Deux nouvelles ascensions de 3e catégorie sont programmées dans le final, à savoir la côte de Chavagneux (1,1 km à 8,6 %), dont le sommet est placé au km 173.9, et la côte d'Arzay (1,3 km à 8 %), dont le sommet est au km 186,8. Les coureurs disputent ensuite le sprint intermédiaire au km 190,4. L'arrivée est jugée à La Côte-Saint-André, en haut de la côte de Notre-Dame-de-Sciez (1,7 km à 11,1 %), classée en 2e catégorie, après 203,3 km de course depuis Saint-Just-en-Chevalet, à travers la Loire, le Rhône et l'Isère.
Un groupe de 11 coureurs s'échappe dès le début de l'étape, mais le peloton ne laisse pas filer. Les attaques se succèdent, sans plus de succès. Kobe Goossens (Intermarché-Wanty) passe en tête au sommet de la côte de Saint-Polgues, devant le chamoion d'Uruguay Thomas Silva (Caja Rural-Seguros RGA) et Georg Steinhauser (EF Education-EasyPost). Goossens poursuit son effort après le sommet, mais il est repris au km 13. Le rythme est rapide, les tentatives d'échappées vont de nouveau s'encahîner, sans plus de réussite. Michael Matthews (Jayco-AlUla), Sean Flynn (Picnic-PostNL) et Anders Skaarseth (Uno-X) s'échappent au km 40. Le champion de Suisse Mauro Schmid (Jayco-AlUla), Bruno Armirail (Decathlon-AG2R La Mondiale) et Anthony Turgis (TotalEnergies) sortent eux aussi du peloton. Au km 45, le trio de tête possède 15 secondes d'avance sur le groupe de contre et 55 sur le peloton. La jonction entre les deux trios intervient 2 km plus loin.
Le peloton, mené par les Ineos Grenadiers, ne laisse pas les hommes de tête prendre plus de 30 secondes d'avance. Les échappés sont rejoints au km 60 par Joshua Tarling (Ineos Grenadiers), Oscar Riesebeek (Alpecin-Deceuninck), Warren Barguil (Picnic-PostNL) et Jonas Abrahamsen (Uno-X), mais le peloton les reprend rapidement. Clément Izquierdo (Cofidis) attaque au km 62, mais il est repris 1 km plus loin. Ben Swift (Ineos Grenadiers) et Thibaud Gruel (Groupama-FDJ) s'échappent au km 73. Le duo possède 2 km plus loin 10 secondes d'avance sur Callum Scotson (Decathlon-AG2R La Mondiale), 20 sur Tobias Bayer (Alpecin-Deceuninck) et 25 sur le peloton, où plusieurs coureurs continuent d'attaquer. Le peloton va reprendre petit à petit les différents contre-attaquants, puis laisser les échappés prendre du champ.
Les deux hommes abordent la côte de Trèves avec 1 minute 10 d'avance. Le maillot jaune Jonas Vingegaard (Visma-Lease a Bike) chute dans l'ascension. Swift passe en tête au sommet, tandis que Thomas Gachignard (TotalEnergies) prend la 3e place. Le retard du peloton grimpe jusqu'à 3 minutes 15 au km 114, l'équipe Tudor Pro Cycling va ensuite enclencher la poursuite et stabliser l'écart autour d'une minute 30. Les équipes de leaders vont prendre les commandes du peloton avant les 50 derniers kilomètres. Les échappés abordent la côte du Château Jaune avec 1 minute 40 d'avance. Gruel passe en tête au sommet, avec 1 minute 07 d'avance sur Ben Zwiehoff (RedBullBora-Hansgrohe) et le reste du peloton.
Le duo de tête aborde la côte de Sibuze avec 50 secondes d'avance. Tobias Foss (Ineos Grenadiers) attaque à 1 km du sommet. Swift passe en tête au sommet, avec 7 secondes d'avance sur Foss et 42 sur le peloton, dont vient de sortir Riesebeek. Foss revient sur la tête de course à 41,9 km de l'arrivée. Riesebeek est ensuite rejoint par Matthews et Iván Romeo (Movistar). À 37 km du but, le trio de tête a 39 secondes d'avance sur le groupe de chasse et 51 sur le peloton, mené par les Decathlon-AG2R La Mondiale. Les trois poursuivants sont repris à moins de 34 km de l'arrivée. Foss part seul au pied de la côte de Chavagneux. Il passe au sommet avec 40 secondes d'avance sur Gruel, 51 sur Swift et 57 sur le peloton. L'homme de tête possède 1 minute 06 d'avance sur le peloton, qui a repris Swift et Gruel, à 25 km de la ligne. Alors que les équipes des leaders se replacent en tête du peloton, le retard sur Foss se stabilise à 1 minute 10. L'équipe Tudor Pro Cycling reprend les commandes du peloton au pied de la côte d'Arzay. Le champion du Luxembourg Kevin Geniets (Groupama-FDJ) attaque à mi-pente, sans succès. Foss passe au sommet 44 secondes avant Axel Zingle (Visma-Lease a Bike), Daan Hoole (Lidl-Trek) et le reste du peloton. Le champion de Suisse place un contre et prend quelques secondes d'avance sur le peloton.
Schmid est repris à 500 m du sprint intermédiaire, remporté par Foss. 28 secondes plus tard, Mads Pedersen (Lidl-Trek) prend la 2e place, juste devant Florian Lipowitz (RedBull-Bora-Hansgrohe). Foss n'a plus que 5 secondes d'avance à 5 km de l'arrivée. Il est repris 800 m plus loin. Les Ineos Grenadiers et les Visma-Lease a Bike prennent les commandes du peloton au pied de la montée finale. Brandon McNulty (UAE Emirates) prend le relais à la flamme rouge et met en dfficulté de nombreux coureurs, dont le maillot jaune et le maillot blanc Mattias Skjelmose (Lidl-Trek). Le rythme imposé par Matteo Jorgenson (Visma-Lease a Bike) dans les 700 derniers mètres va faire exploser petit à petit le groupe. Jorgenson se détache même légèrement à 250 m du sommet. Harold Tejada (XDS Astana) et Lenny Martinez (Bahrain-Victorious) reviennent dans sa roue à 200 m de la ligne, Martinez lance le sprint un peu plus loin et remporte l'étape, en devançant de 3 secondes Clément Champoussin (XDS Astana), Jorgenson et Tejada, de 6 secondes Lipowitz, de 7 secondes le maillot à pois João Almeida (UAE Emirates) et de 11 secondes McNulty. Vingegaard concède 26 secondes, le maillot blanc deux de plus. Jorgenson reprend ainsi le maillot jaune à son coéquipier, avec un écart de 22 secondes. Le nouveau meilleur jeune Lipowitz grimpe sur le podium, à 36 secondes. Le maillot à pois est pointé à 40 secondes, Martinez et Skjelmose à près d'une minute. Foss et Pablo Castrillo (Movistar) sortent du Top 10, au profit des deux leaders de XDS Astana.
| \| Classement de l'étape \| Classement de l'étape \| Classement de l'étape \| Classement de l'étape \| Classement de l'étape \| \| Coureur \| Coureur \| Pays \| Équipe \| Temps \| \| --------------------- \| ---------------------- \| --------------------- \| -------------------------- \| --------------------- \| \| 1er \| Lenny Martinez \| France \| Bahrain Victorious \| 4 h 36 min 23 s \| \| 2e \| Clément Champoussin \| France \| XDS Astana Team \| + 3 s \| \| 3e \| Matteo Jorgenson \| États-Unis \| Team Visma \\| Lease a Bike \| + 3 s \| \| 4e \| Harold Tejada \| Colombie \| XDS Astana Team \| + 3 s \| \| 5e \| Florian Lipowitz \| Allemagne \| Red Bull-Bora-Hansgrohe \| + 6 s \| \| 6e \| João Almeida \| Portugal \| UAE Team Emirates XRG \| + 7 s \| \| 7e \| Brandon McNulty \| États-Unis \| UAE Team Emirates XRG \| + 11 s \| \| 8e \| Ilan Van Wilder \| Belgique \| Soudal Quick-Step \| + 16 s \| \| 9e \| Magnus Sheffield \| États-Unis \| Ineos Grenadiers \| + 16 s \| \| 10e \| Aurélien Paret-Peintre \| France \| Decathlon-AG2R La Mondiale \| + 18 s \| |                        |            |                            |                 |
| |                        |            |                            |                 |
| |                        |            |                            |                 |
| Classement de l'étape |                        |            |                            |                 |
| Coureur | Coureur                | Pays       | Équipe                     | Temps           |
| 1er | Lenny Martinez         | France     | Bahrain Victorious         | 4 h 36 min 23 s |
| 2e | Clément Champoussin    | France     | XDS Astana Team            | + 3 s           |
| 3e | Matteo Jorgenson       | États-Unis | Team Visma \| Lease a Bike | + 3 s           |
| 4e | Harold Tejada          | Colombie   | XDS Astana Team            | + 3 s           |
| 5e | Florian Lipowitz       | Allemagne  | Red Bull-Bora-Hansgrohe    | + 6 s           |
| 6e | João Almeida           | Portugal   | UAE Team Emirates XRG      | + 7 s           |
| 7e | Brandon McNulty        | États-Unis | UAE Team Emirates XRG      | + 11 s          |
| 8e | Ilan Van Wilder        | Belgique   | Soudal Quick-Step          | + 16 s          |
| 9e | Magnus Sheffield       | États-Unis | Ineos Grenadiers           | + 16 s          |
| 10e | Aurélien Paret-Peintre | France     | Decathlon-AG2R La Mondiale | + 18 s          |

| \| Classement général \| Classement général \| Classement général \| Classement général \| Classement général \| \| Coureur \| Coureur \| Pays \| Équipe \| Temps \| \| ------------------ \| ------------------- \| ------------------ \| -------------------------- \| ------------------ \| \| 1er \| Matteo Jorgenson \| États-Unis \| Team Visma \\| Lease a Bike \| 16 h 27 min 26 s \| \| 2e \| Jonas Vingegaard \| Danemark \| Team Visma \\| Lease a Bike \| + 22 s \| \| 3e \| Florian Lipowitz \| Allemagne \| Red Bull-Bora-Hansgrohe \| + 36 s \| \| 4e \| João Almeida \| Portugal \| UAE Team Emirates XRG \| + 40 s \| \| 5e \| Lenny Martinez \| France \| Bahrain Victorious \| + 55 s \| \| 6e \| Mattias Skjelmose \| Danemark \| Lidl-Trek \| + 57 s \| \| 7e \| Brandon McNulty \| États-Unis \| UAE Team Emirates XRG \| + 1 min 05 s \| \| 8e \| Thymen Arensman \| Pays-Bas \| Ineos Grenadiers \| + 1 min 14 s \| \| 9e \| Clément Champoussin \| France \| XDS Astana Team \| + 1 min 22 s \| \| 10e \| Harold Tejada \| Colombie \| XDS Astana Team \| + 1 min 24 s \| |                     |            |                            |                  |
| |                     |            |                            |                  |
| |                     |            |                            |                  |
| Classement général |                     |            |                            |                  |
| Coureur | Coureur             | Pays       | Équipe                     | Temps            |
| 1er | Matteo Jorgenson    | États-Unis | Team Visma \| Lease a Bike | 16 h 27 min 26 s |
| 2e | Jonas Vingegaard    | Danemark   | Team Visma \| Lease a Bike | + 22 s           |
| 3e | Florian Lipowitz    | Allemagne  | Red Bull-Bora-Hansgrohe    | + 36 s           |
| 4e | João Almeida        | Portugal   | UAE Team Emirates XRG      | + 40 s           |
| 5e | Lenny Martinez      | France     | Bahrain Victorious         | + 55 s           |
| 6e | Mattias Skjelmose   | Danemark   | Lidl-Trek                  | + 57 s           |
| 7e | Brandon McNulty     | États-Unis | UAE Team Emirates XRG      | + 1 min 05 s     |
| 8e | Thymen Arensman     | Pays-Bas   | Ineos Grenadiers           | + 1 min 14 s     |
| 9e | Clément Champoussin | France     | XDS Astana Team            | + 1 min 22 s     |
| 10e | Harold Tejada       | Colombie   | XDS Astana Team            | + 1 min 24 s     |

### 6eétape
Après une bosse non-répertoriée, le parcours longe le Rhône pendant une cinquantaine de kilomètres. La route va ensuite quitter les rives du fleuve pour aller chercher la côte de Pouzilhac (1,8 km à 5 %), classée en 3e catégorie et dont le sommet est situé au km 88,3. Le peloton continue sa route vers le sud, puis vers l'est, pour traverser le Rhône à Barbentane (km 120,9), où une montée non-répertoriée les attend. S'ensuit une quinzaine de kilomètres de plat, la côte des Baux-de-Provence (2,5 km à 5,1 %), classée en 3e catégorie et dont le sommet est placé au km 145.1, la descente, un peu de plat et la côte de Mouriès (1,2 km à 5 %), classée en 3e catégorie. Après le sommet (km 160,4), la route ne descend pas, elle est plate jusqu'à la montée vers le sprint intermédiaire (km 190,5). Après la descente, le final est tout plat. L'arrivée est jugée à Berre-l'Étang, après 209,8 km de course depuis Saint-Julien-en-Saint-Alban, à travers l'Ardèche, le Gard et les Bouches-du-Rhône.

Saint-Lager-Bressac, km 6.5 :
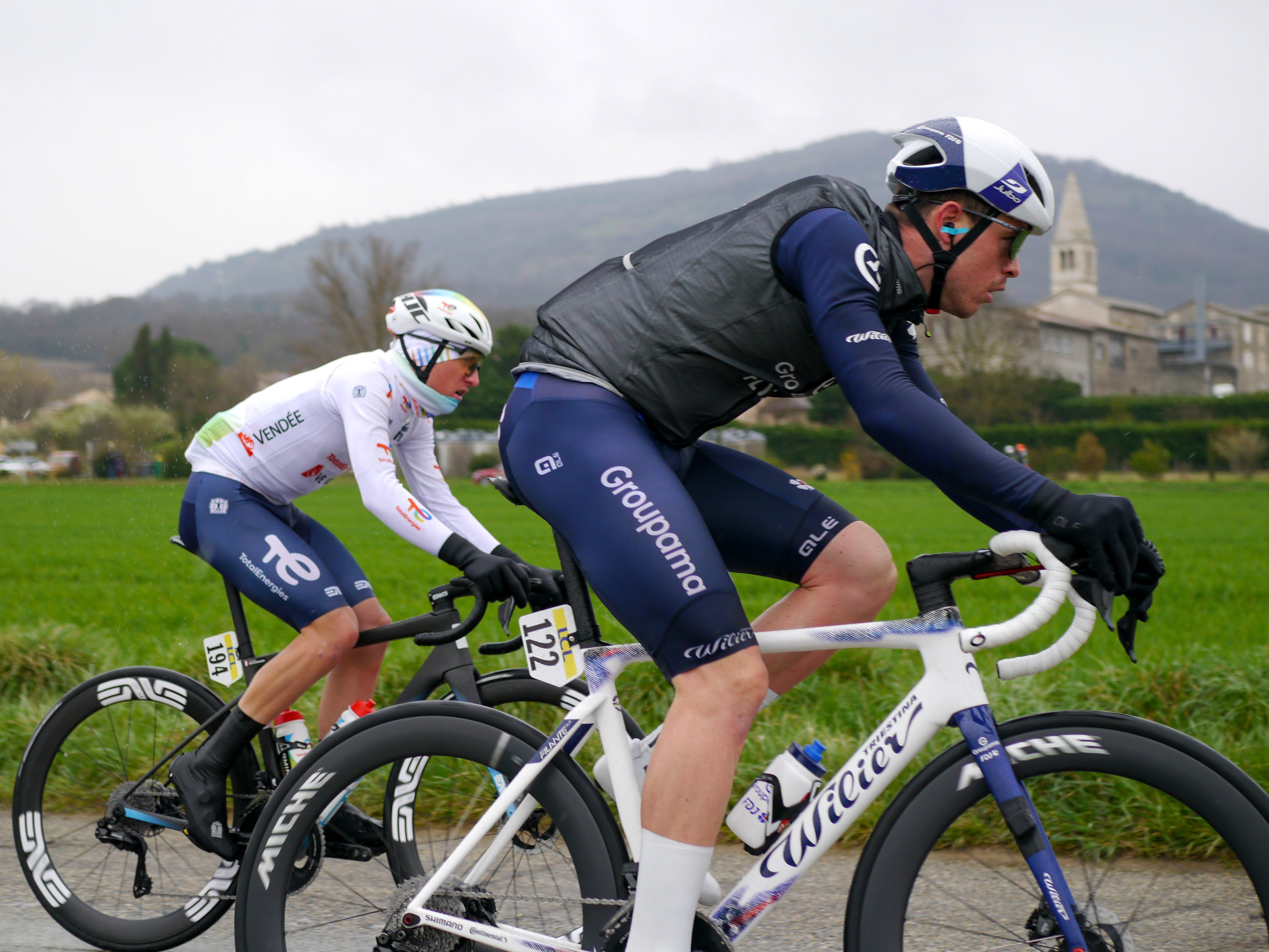
Rémi Cavagna et Thomas Gachignard échappés en début d'étape.
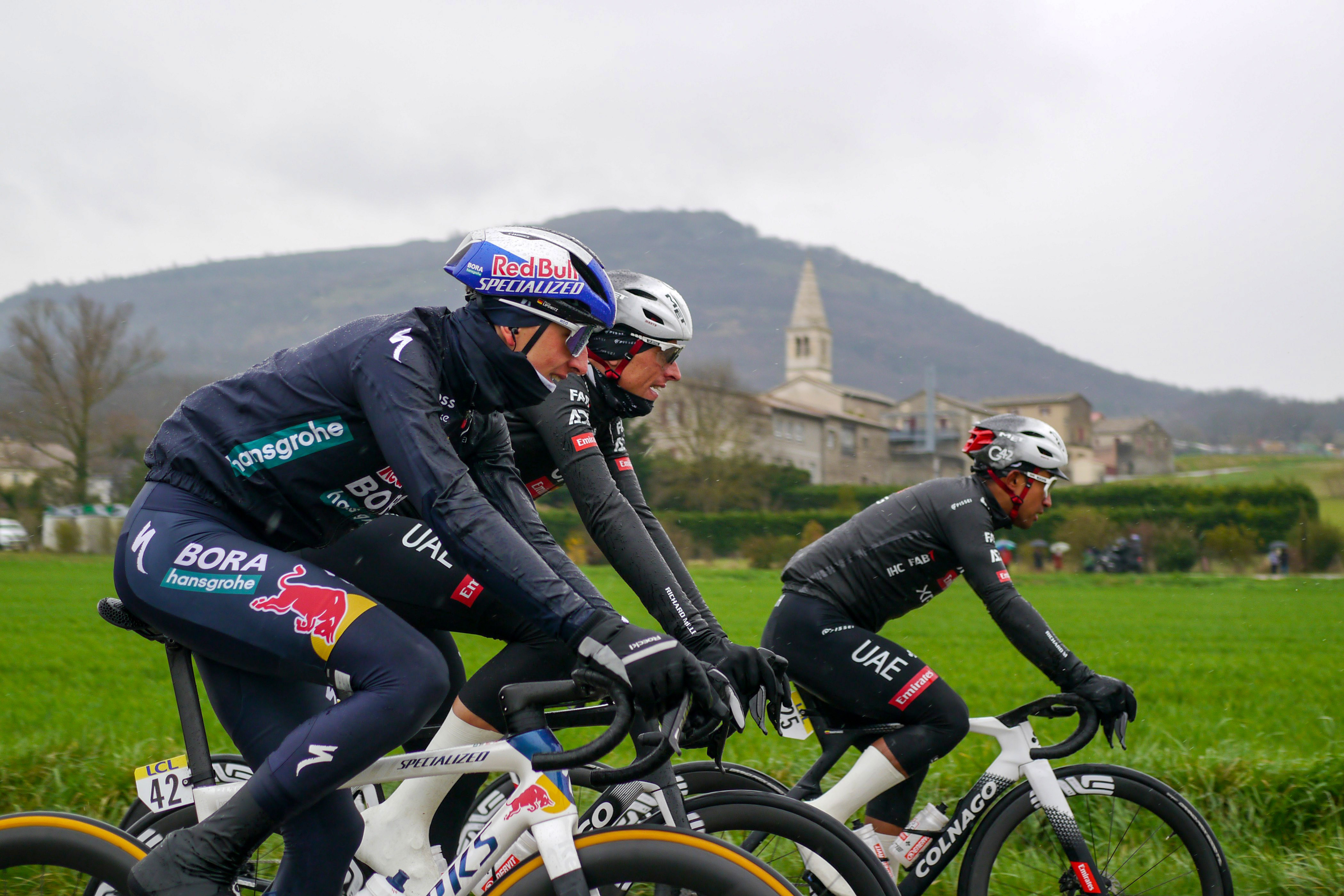
Florian Lipowitz (42) en compagnie de Nils Politt et Jhonatan Narváez.
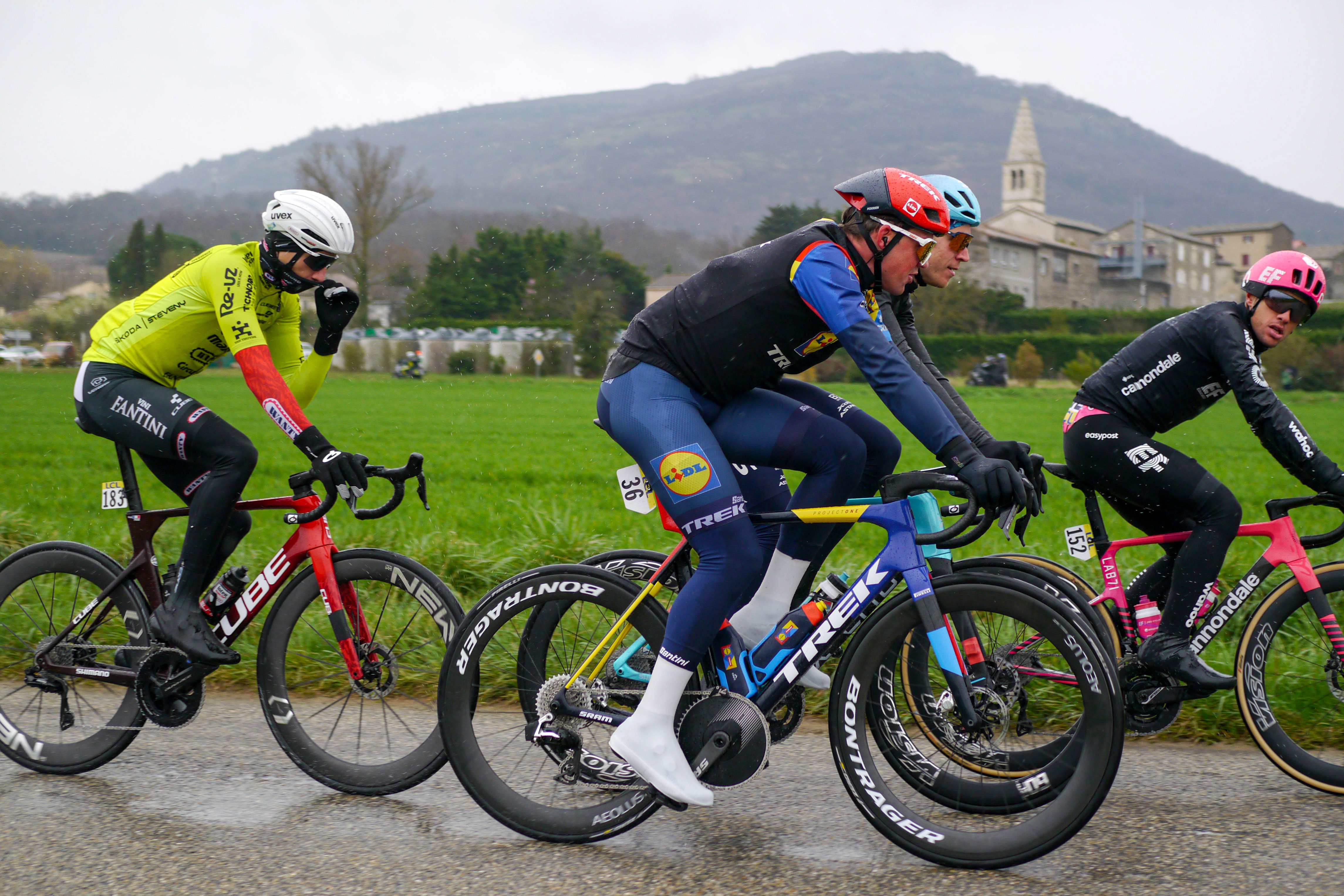
Mads Pedersen dans le peloton.
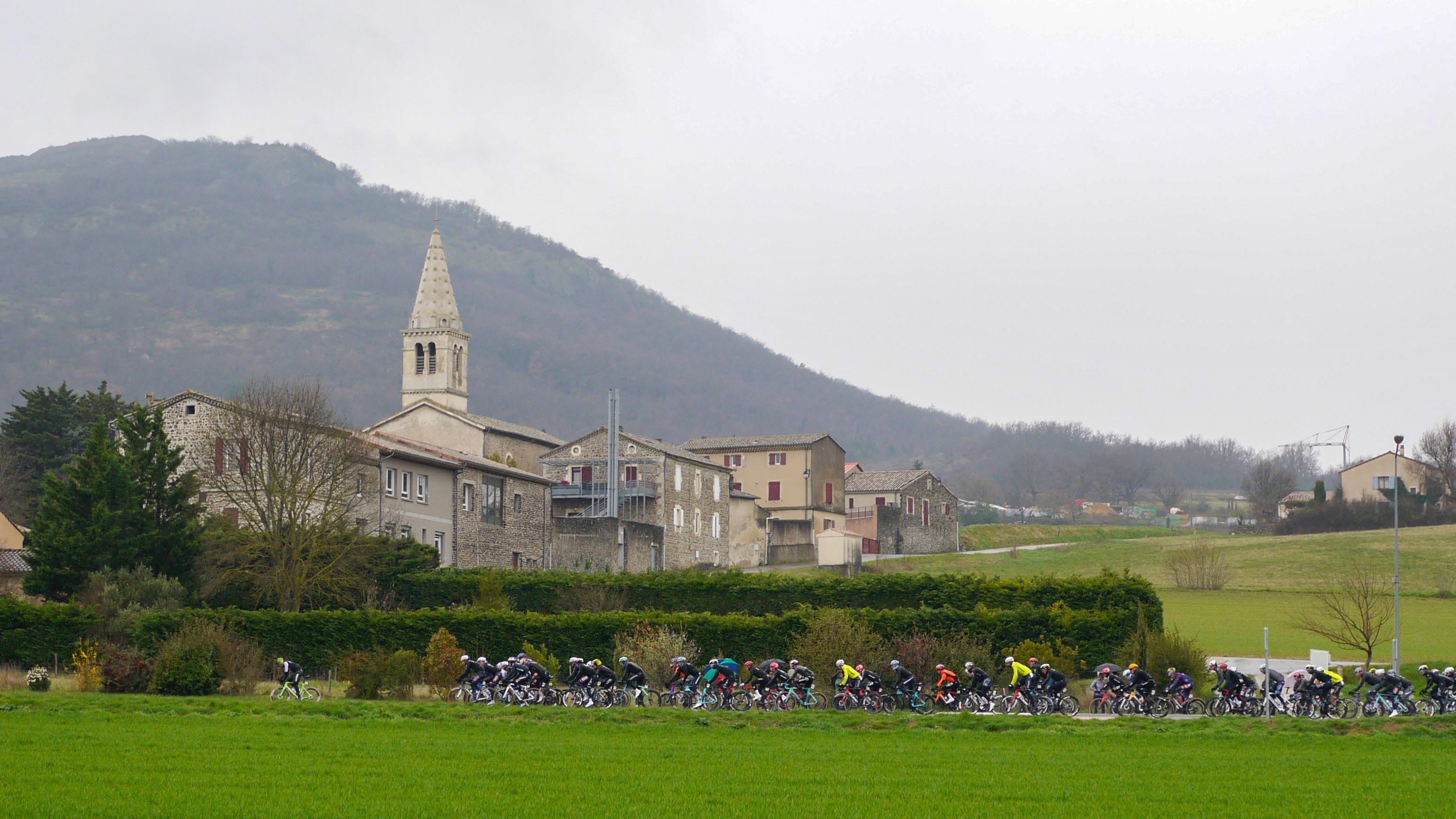
Le peloton passant devant le village, et attaque de Jakub Otruba.

2e du classement général, Jonas Vingegaard (Visma-Lease a Bike) est non-partant à la suite de sa chute de la veille. Thomas Gachignard (TotalEnergies) s'échappe au km 2, rejoint 1 km plus loin par Rémi Cavagna (Groupama-FDJ). Jakub Otruba (Caja Rural-Seguros RGA) part en contre-attaque quelques kilomètres plus loin. Au km 10, les hommes de tête ont 1 minute 05 d'avance sur le poursuivant et 2 minutes 15 sur le peloton. Otruba rentre sur le duo de tête au km 18.
Le peloton, mené par les Soudal-Quick Step, ponctuellement aidés par les Alpecin-Deceuninck, laisse l'échappée prendre jusqu'à 3 minutes, au km 60, avant de réduire l'écart. Le trio de tête aborde la côte de Pouzilhac avec 2 minutes 15 d'avance. Gachignard passe en tête au sommet, devant Otruba et Cavagna, et s'empare ainsi du maillot à pois. Alors que le peloton s'est rapproché à 1 minute 30 de l'échappée, Gachignard se relève au km 100. Le duo de tête va ensuite reprendre du champ, Otruba se relève lui aussi au km 122, le peloton est alors pointé à 2 minutes 35. Cavagna passe en tête de la côte des Baux-de-Provence, avec 3 minutes d'avance sur Maximilian Schachmann (Soudal-Quick Step), Victor Campenaerts (Visma-Lease a Bike) et le reste du peloton.
Dans la descente, la formation Visma-Lease a Bike du maillot jaune Matteo Jorgenson profite du vent pour faire exploser le peloton. Les six coureurs de l'équipe ne sont plus accompagnés que par Schachmann, Matteo Sobrero (RedBull-Bora-Hansgrohe), Mattias Skjelmose (Lidl-Trek) et Joshua Tarling (Ineos Grenadiers), avec quelques secondes d'avance sur le maillot blanc Florian Lipowitz (RedBull-Bora-Hansgrohe), Mads Pedersen (Lidl-Trek), Thymen Arensman, Tobias Foss, Bob Jungels, Magnus Sheffield et Samuel Watson (Ineos Grenadiers). Le groupe maillot blanc recolle sur le groupe maillot jaune à plus de 53 km de l'arrivée, l'homme de tête n'a alors plus que 2 minutes d'avance. Alors que Lenny Martinez (Bahrain-Victorious) et Arnaud Démare (Arkéa-B&B Hotels) font partie des coureurs piégés dans le dernier groupe, les différents groupes intercalés entre le groupe Martinez et le groupe maillot jaune vont se rejoindre et former ainsi un peloton mené par les équipes Soudal-Quick Step et UAE Emirates. À 50 km de l'arrivée, Cavagna possède 1 minute 35 d'avance sur le groupe maillot jaune et 2 minutes 15 sur le peloton. Cavagna passe en tête au sommet de la côte de Mourières, avec 1 minute 27 d'avance sur Arensman, Edoardo Affini (Visma-Lease a Bike) et le reste du groupe maillot jaune, le peloton passe 2 minutes 08 après le Français, le groupe Martinez à 3 minutes 34. Cavagna se relève et est repris par le groupe maillot jaune à 41,9 km du but, le peloton est pointé à 1 minute 30, le groupe Martinez à 3 minutes. Le Français va ensuite se laisser décrocher pour aller rouler avec ses coéquipiers au sein du peloton. Le retard du peloton va ensuite se stabiliser autour de 1 minute 10, tandis que le groupe Martinez continue de perdre du terrain.
Le maillot jaune remporte le sprint intermédiaire, devant Skjelmose et le maillot blanc, le peloton passe 1 minute 20 plus tard.  Distancé dans l'ascension, Affini recolle dans la descente. Son coéquipier Bart Lemmen est lui lâché définitivement à 14,7 km de la ligne. Le groupe maillot jaune augmente son avance à 1 minute 40 à 10 km de l'arrivée, tandis que le groupe Martinez a déjà 6 minutes 15 de retard. L'écart entre le groupe de tête et le peloton est de 1 minute 46 secondes 5 km plus loin. Schachmann attaque à la flamme rouge, derrière Foss fait l'effort et ramène le groupe maillot jaune sur lui à 600 m de la ligne. Pedersen lance le sprint et gagne l'étape, en devançant Tarling et Watson, et s'empare ainsi du maillot vert. Le peloton concède finalement 1 minute 54, le groupe Martinez près de 9 minutes. Jorgenson conforte ainsi son maillot jaune, avec désormais 40 secondes d'avance sur Lipowitz et 59 sur Skjelmose. Arensman remonte à la 4e place, à 1 minute 20 du leader, et João Almeida (UAE Emirates) reste dans le Top 5, mais avec désormais 2 minutes 40 de retard. À environ 3 minutes du maillot jaune, Foss et Sheffield retrouvent le Top 10, juste devant Brandon McNulty (UAE Emirates).
| \| Classement de l'étape \| Classement de l'étape \| Classement de l'étape \| Classement de l'étape \| Classement de l'étape \| \| Coureur \| Coureur \| Pays \| Équipe \| Temps \| \| --------------------- \| --------------------- \| --------------------- \| -------------------------- \| --------------------- \| \| 1er \| Mads Pedersen \| Danemark \| Lidl-Trek \| 4 h 25 min 37 s \| \| 2e \| Joshua Tarling \| Royaume-Uni \| Ineos Grenadiers \| + 0 s \| \| 3e \| Samuel Watson \| Royaume-Uni \| Ineos Grenadiers \| + 0 s \| \| 4e \| Axel Zingle \| France \| Team Visma \\| Lease a Bike \| + 0 s \| \| 5e \| Matteo Sobrero \| Italie \| Red Bull-Bora-Hansgrohe \| + 0 s \| \| 6e \| Magnus Sheffield \| États-Unis \| Ineos Grenadiers \| + 0 s \| \| 7e \| Mattias Skjelmose \| Danemark \| Lidl-Trek \| + 0 s \| \| 8e \| Matteo Jorgenson \| États-Unis \| Team Visma \\| Lease a Bike \| + 0 s \| \| 9e \| Maximilian Schachmann \| Allemagne \| Soudal Quick-Step \| + 0 s \| \| 10e \| Thymen Arensman \| Pays-Bas \| Ineos Grenadiers \| + 0 s \| |                       |             |                            |                 |
| |                       |             |                            |                 |
| |                       |             |                            |                 |
| Classement de l'étape |                       |             |                            |                 |
| Coureur | Coureur               | Pays        | Équipe                     | Temps           |
| 1er | Mads Pedersen         | Danemark    | Lidl-Trek                  | 4 h 25 min 37 s |
| 2e | Joshua Tarling        | Royaume-Uni | Ineos Grenadiers           | + 0 s           |
| 3e | Samuel Watson         | Royaume-Uni | Ineos Grenadiers           | + 0 s           |
| 4e | Axel Zingle           | France      | Team Visma \| Lease a Bike | + 0 s           |
| 5e | Matteo Sobrero        | Italie      | Red Bull-Bora-Hansgrohe    | + 0 s           |
| 6e | Magnus Sheffield      | États-Unis  | Ineos Grenadiers           | + 0 s           |
| 7e | Mattias Skjelmose     | Danemark    | Lidl-Trek                  | + 0 s           |
| 8e | Matteo Jorgenson      | États-Unis  | Team Visma \| Lease a Bike | + 0 s           |
| 9e | Maximilian Schachmann | Allemagne   | Soudal Quick-Step          | + 0 s           |
| 10e | Thymen Arensman       | Pays-Bas    | Ineos Grenadiers           | + 0 s           |

| \| Classement général \| Classement général \| Classement général \| Classement général \| Classement général \| \| Coureur \| Coureur \| Pays \| Équipe \| Temps \| \| ------------------ \| ------------------- \| ------------------ \| -------------------------- \| ------------------ \| \| 1er \| Matteo Jorgenson \| États-Unis \| Team Visma \\| Lease a Bike \| 20 h 52 min 57 s \| \| 2e \| Florian Lipowitz \| Allemagne \| Red Bull-Bora-Hansgrohe \| + 40 s \| \| 3e \| Mattias Skjelmose \| Danemark \| Lidl-Trek \| + 59 s \| \| 4e \| Thymen Arensman \| Pays-Bas \| Ineos Grenadiers \| + 1 min 20 s \| \| 5e \| João Almeida \| Portugal \| UAE Team Emirates XRG \| + 2 min 40 s \| \| 6e \| Tobias Foss \| Norvège \| Ineos Grenadiers \| + 2 min 47 s \| \| 7e \| Magnus Sheffield \| États-Unis \| Ineos Grenadiers \| + 2 min 54 s \| \| 8e \| Brandon McNulty \| États-Unis \| UAE Team Emirates XRG \| + 3 min 05 s \| \| 9e \| Clément Champoussin \| France \| XDS Astana Team \| + 3 min 22 s \| \| 10e \| Harold Tejada \| Colombie \| XDS Astana Team \| + 3 min 24 s \| |                     |            |                            |                  |
| |                     |            |                            |                  |
| |                     |            |                            |                  |
| Classement général |                     |            |                            |                  |
| Coureur | Coureur             | Pays       | Équipe                     | Temps            |
| 1er | Matteo Jorgenson    | États-Unis | Team Visma \| Lease a Bike | 20 h 52 min 57 s |
| 2e | Florian Lipowitz    | Allemagne  | Red Bull-Bora-Hansgrohe    | + 40 s           |
| 3e | Mattias Skjelmose   | Danemark   | Lidl-Trek                  | + 59 s           |
| 4e | Thymen Arensman     | Pays-Bas   | Ineos Grenadiers           | + 1 min 20 s     |
| 5e | João Almeida        | Portugal   | UAE Team Emirates XRG      | + 2 min 40 s     |
| 6e | Tobias Foss         | Norvège    | Ineos Grenadiers           | + 2 min 47 s     |
| 7e | Magnus Sheffield    | États-Unis | Ineos Grenadiers           | + 2 min 54 s     |
| 8e | Brandon McNulty     | États-Unis | UAE Team Emirates XRG      | + 3 min 05 s     |
| 9e | Clément Champoussin | France     | XDS Astana Team            | + 3 min 22 s     |
| 10e | Harold Tejada       | Colombie   | XDS Astana Team            | + 3 min 24 s     |

### 7eétape
Après un début d'étape plat, le parcours emprunte la côte d'Aspremont (9 km à 5 %), classée en 2e catégorie et dont le sommet est situé au 19.6, puis il est légèrement vallonné pendant une soixantaine de kilomètres, en passant notamment par la côte de Belvédère (3,3 km à 5,7 %), classée en 2e catégorie et dont le sommet est placé au km 75,7. La route va ensuite monter progressivement jusqu'au sommet (km 95) du col Saint-Martin (7,5 km à 7,1 %), classé en 1re catégorie. Après une vingtaine de kilomètres en descente, les coureurs grimpent de nouveau, disputant au passage le sprint intermédiaire (km 129,4), pour aller chercher le pied de la montée vers la station d'Auron (7,3 km à 7,2 %), classée en 1re catégorie et en haut de laquelle sera jugée l'arrivée, après 147,8 km de course depuis Nice, à travers les Alpes-Maritimes.
En raison des mauvaises conditions météorologiques, le parcours est modifié. Les 56 premiers kilomètres sont identiques, les coureurs emprunteront ensuite la vallée du Var et la vallée de la Tinée, au lieu des deux ascensions prévues initialement. Ils retrouvent le parcours d'origine pour les 32,5 derniers kilomètres jusqu'à Auron, où l'arrivée est maintenue, après 109,3 km de course depuis Nice, à travers les Alpes-Maritimes. Le sprint intermédiaire est au même endroit, au km 90,9.
Le champion de Suisse Mauro Schmid (Jayco-AlUla) attaque dès le départ de l'étape, rejoint rapidement par son coéquipier Kelland O'Brien, Fred Wright (Bahrain-Victorious), Marco Haller, Michael Storer (Tudor Pro Cycling), Johan Jacobs (Groupama-FDJ), Pierre Thierry (Arkéa-B&B Hotels), Rasmus Tiller (Uno-X), Clément Izquierdo (Cofidis), Alexandre Delettre, Émilien Jeannière (TotalEnergies) et Jakub Otruba (Caja Rural). Les 12 hommes de tête abordent la côte d'Aspremont avec 45 secondes d'avance sur le peloton. Neilson Powless (EF Education-EasyPost) part en contre dans l'ascension et revient sur le groupe de tête, où Thierry, Otruba et Haller sont distancés. Ensuite, Tiller lâche prise lui aussi, tandis que Bruno Armirail (Decathlon-AG2R La Mondiale), puis Joshua Tarling (Ineos Grenadiers), Iván Romeo (Movistar), Julian Alaphilippe (Tudor Pro Cycling), Stefan Küng (Groupama-FDJ) et Georg Steinhauser (EF Education-EasyPost) rejoignent l'échappée. Delettre passe en tête au sommet, devant Alaphilippe et O'Brien, le peloton franchit la ligne 40 secondes plus tard.
Les échappés prennent ensuite du champ, leur avance grimpe à 1 minute 40 au km 27, puis les équipes Visma-Lease a Bike et Lidl-Trek contrôlent l'écart autour d'une minute 30. Le groupe de tête profite de la descente pour augmenter de nouveau son avance sur le peloton, où les UAE Emirates participent désormais à la poursuite. L'écart va se stabiliser autour des 2 minutes 30. 3e du classement général, Mattias Skjelmose (Lidl-Trek) est contraint à l'abandon suite à une chute à plus de 52 km de l'arrivée. Le retard du peloton passe à 3 minutes 03 à 45 km de l'arrivée, avant d'osciller autour de 3 minutes 10. Les RedBull-Bora-Hansgrohe et les XDS Astana prennent les commandes du peloton à l'approche des 25 derniers kilomètres. L'avance du groupe de tête baisse à 2 minutes 40 à 20 km de l'arrivée. Storer remporte le sprint intermédiaire, en devançant Alaphilippe et Steinhauser. L'écart chute à 2 minutes 08 à 10 km du but.
L'échappée aborde la montée finale avec 1 minute 55 d'avance sur le peloton. Delettre, Jacobs et Alaphilippe se relèvent dles premières pentes. A 5,2 km du sommet, alors que le retard du peloton a chuté à 1 minute 26, O'Brien se relève et Izquierdo attaque, sans succès. Alors que l'équipe Ineos Grenadiers prend le relais des UAE Emirates en tête de peloton, l'écrémage se poursuit au sein du groupe de tête, puis l'accélération de Storer achève de faire exploser le groupe à 4 km de la ligne, l'australien n'est plus suivi que par Steinhauser et le champion de Suisse. Steinhauser est distancé rapidement. Schimd est lui lâché à 2,7 km du sommet. Dans le groupe maillot jaune, Lenny Martinez (Bahrain-Victorious) attaque à 2,5 km de l'arrivée, sans succès. Felix Gall (Decathlon-AG2R La Mondiale) place un contre, rejoint rapidement par Martinez. Le duo prend une dizaine de secondes d'avance sur le groupe maillot jaune, puis Martinez est distancé dans les 2 derniers kilomètres. Storer remporte finalement l'étape avec 20 secondes d'avance sur Schmid et 30 sur Steinhauser. Gall et Martinez terminent avec environ 1 minute de retard. Le maillot blanc Florian Lipowitz (RedBull-Bora-Hansgrohe) accélère dans le final et se classe 8e à 1 minute 11 du vainqueur, avec 3 secondes d'avance sur Clément Champoussin (XDS Astana), le maillot vert Mads Pedersen (Lidl-Trek), Magnus Sheffield (Ineos Grenadiers), le maillot jaune Matteo Jorgenson (Visma-Lease a Bike), Thymen Arensman (Ineos Grenadiers), Brandon McNulty et João Almeida (UAE Emirates). En tête du classement général, Jorgenson devance désormais le maillot blanc de 37 secondes, tandis qu'Arensman profite de l'abandon de Skjelmose pour grimper sur le podium, à 1 minute 20. Storer remonte à la 4e place et Almeida complète toujours le Top 5, avec respectivement 2 minutes 25 et 2 minutes 40 de retard. 23e de l'étape, Tobias Foss (Ineos Grenadiers) chute au 9e rang, au profit de Sheffield, McNulty et Champoussin.
| \| Classement de l'étape \| Classement de l'étape \| Classement de l'étape \| Classement de l'étape \| Classement de l'étape \| \| Coureur \| Coureur \| Pays \| Équipe \| Temps \| \| --------------------- \| --------------------- \| --------------------- \| -------------------------- \| --------------------- \| \| 1er \| Michael Storer \| Australie \| Tudor Pro Cycling Team \| 2 h 43 min 31 s \| \| 2e \| Mauro Schmid \| Suisse \| Team Jayco AlUla \| + 20 s \| \| 3e \| Georg Steinhauser \| Allemagne \| EF Education-EasyPost \| + 30 s \| \| 4e \| Iván Romeo \| Espagne \| Movistar Team \| + 45 s \| \| 5e \| Jordan Jegat \| France \| Team TotalEnergies \| + 50 s \| \| 6e \| Felix Gall \| Autriche \| Decathlon-AG2R La Mondiale \| + 57 s \| \| 7e \| Lenny Martinez \| France \| Bahrain Victorious \| + 1 min 04 s \| \| 8e \| Florian Lipowitz \| Allemagne \| Red Bull-Bora-Hansgrohe \| + 1 min 11 s \| \| 9e \| Clément Champoussin \| France \| XDS Astana Team \| + 1 min 14 s \| \| 10e \| Mads Pedersen \| Danemark \| Lidl-Trek \| + 1 min 14 s \| |                     |           |                            |                 |
| |                     |           |                            |                 |
| |                     |           |                            |                 |
| Classement de l'étape |                     |           |                            |                 |
| Coureur | Coureur             | Pays      | Équipe                     | Temps           |
| 1er | Michael Storer      | Australie | Tudor Pro Cycling Team     | 2 h 43 min 31 s |
| 2e | Mauro Schmid        | Suisse    | Team Jayco AlUla           | + 20 s          |
| 3e | Georg Steinhauser   | Allemagne | EF Education-EasyPost      | + 30 s          |
| 4e | Iván Romeo          | Espagne   | Movistar Team              | + 45 s          |
| 5e | Jordan Jegat        | France    | Team TotalEnergies         | + 50 s          |
| 6e | Felix Gall          | Autriche  | Decathlon-AG2R La Mondiale | + 57 s          |
| 7e | Lenny Martinez      | France    | Bahrain Victorious         | + 1 min 04 s    |
| 8e | Florian Lipowitz    | Allemagne | Red Bull-Bora-Hansgrohe    | + 1 min 11 s    |
| 9e | Clément Champoussin | France    | XDS Astana Team            | + 1 min 14 s    |
| 10e | Mads Pedersen       | Danemark  | Lidl-Trek                  | + 1 min 14 s    |

| \| Classement général \| Classement général \| Classement général \| Classement général \| Classement général \| \| Coureur \| Coureur \| Pays \| Équipe \| Temps \| \| ------------------ \| ------------------- \| ------------------ \| -------------------------- \| ------------------ \| \| 1er \| Matteo Jorgenson \| États-Unis \| Team Visma \\| Lease a Bike \| 23 h 37 min 42 s \| \| 2e \| Florian Lipowitz \| Allemagne \| Red Bull-Bora-Hansgrohe \| + 37 s \| \| 3e \| Thymen Arensman \| Pays-Bas \| Ineos Grenadiers \| + 1 min 20 s \| \| 4e \| Michael Storer \| Australie \| Tudor Pro Cycling Team \| + 2 min 25 s \| \| 5e \| João Almeida \| Portugal \| UAE Team Emirates XRG \| + 2 min 40 s \| \| 6e \| Magnus Sheffield \| États-Unis \| Ineos Grenadiers \| + 2 min 54 s \| \| 7e \| Brandon McNulty \| États-Unis \| UAE Team Emirates XRG \| + 3 min 05 s \| \| 8e \| Clément Champoussin \| France \| XDS Astana Team \| + 3 min 22 s \| \| 9e \| Tobias Foss \| Norvège \| Ineos Grenadiers \| + 3 min 28 s \| \| 10e \| Harold Tejada \| Colombie \| XDS Astana Team \| + 3 min 36 s \| |                     |            |                            |                  |
| |                     |            |                            |                  |
| |                     |            |                            |                  |
| Classement général |                     |            |                            |                  |
| Coureur | Coureur             | Pays       | Équipe                     | Temps            |
| 1er | Matteo Jorgenson    | États-Unis | Team Visma \| Lease a Bike | 23 h 37 min 42 s |
| 2e | Florian Lipowitz    | Allemagne  | Red Bull-Bora-Hansgrohe    | + 37 s           |
| 3e | Thymen Arensman     | Pays-Bas   | Ineos Grenadiers           | + 1 min 20 s     |
| 4e | Michael Storer      | Australie  | Tudor Pro Cycling Team     | + 2 min 25 s     |
| 5e | João Almeida        | Portugal   | UAE Team Emirates XRG      | + 2 min 40 s     |
| 6e | Magnus Sheffield    | États-Unis | Ineos Grenadiers           | + 2 min 54 s     |
| 7e | Brandon McNulty     | États-Unis | UAE Team Emirates XRG      | + 3 min 05 s     |
| 8e | Clément Champoussin | France     | XDS Astana Team            | + 3 min 22 s     |
| 9e | Tobias Foss         | Norvège    | Ineos Grenadiers           | + 3 min 28 s     |
| 10e | Harold Tejada       | Colombie   | XDS Astana Team            | + 3 min 36 s     |

### 8eétape
Le début d'étape est en faux-plat montant, la route grimpe ensuite en plusieurs paliers, pour aller chercher le col de la Porte (7 km à 7,2 %), classé en 1re catégorie et dont le sommet est situé au km 50,7. Après une descente d'une vingtaine de kilomètres, les coureurs escaladent la côte de Peille (6,5 km à 6,9 %), classée en 1re catégorie. Après le sommet (km 79,2), la descente est irrégulière. Le parcours emprunte ensuite le col d'Èze, en haut duquel est disputé le sprint intermédiaire (km 95,1), la descente et le col des Quatre Chemins (3,6 km à 8,8 %), qui est en fait la première partie du col d'Èze et classé en 1re catégorie. Après le sommet (km 110,9), la route plonge vers la promenade des Anglais, à Nice, où sera jugée l'arrivée, après 119,9 km de course depuis Nice, à travers les Alpes-Maritimes.
Les offensives se succèdent durant les 20 premiers kilomètres, le maillot vert Mads Pedersen (Lidl-Trek) se montre particulièrement remuant. Pendant ce temps-là, le 7e du classement général Brandon McNulty (UAE Emirates) est lui distancé et abandonne rapidement. Lorenzo Milesi (Movistar) et Edward Planckaert (Alpecin-Deceuninck) s'échappent ensuite, rejoints en deux temps par Dries Van Gestel (Soudal-Quick Step), le maillot vert et son coéquipier Daan Hoole, Ben O'Connor (Jayco-AlUla), Aurélien Paret-Peintre, Callum Scotson (Decathlon-AG2R La Mondiale), Tobias Lund Andresen (Picnic-PostNL), Julian Alaphilippe (Tudor Pro Cycling), Ewen Costiou (Arkéa-B&B Hotels), Georg Steinhauser (EF Education-EasyPost) et Joel Nicolau (Caja Rural-Seguros RGA). Les fuyards ne parviennent pas à prendre plus de 15 secondes d'avance et sont repris au km 34. Le maillot vert ressort du peloton, suivi par le champion d'Equateur Jhonatan Narváez (UAE Emirates) et Steinhauser. Le trio est ensuite rejoint par Matteo Sobrero (RedBull-Bora-Hansgrohe) et Jack Haig (Bahrain-Victorious). Rémi Cavagna (Groupama-FDJ), Neilson Powless (EF Education-EasyPost) et le maillot à pois Thomas Gachignard (TotalEnergies) partent en contre-attaque, mais sont vite repris par le peloton. Steinhauser attaque et creuse un écart de quelques secondes avant d'être repris par ses quatre compagnons d'échappée.
Pedersen contre et aborde le col de la Porte avec 10 secondes d'avance sur le quatuor de chasse et 17 sur le peloton. A 5 km du sommet, l'homme de tête possède 15 secondes d'avance sur le peloton, mené par les Ineos Grenadiers et qui a repris les coureurs intercalés. Le peloton va se réduire à une trentaine d'éléments, le maillot jaune Matteo Jorgenson (Visma-Lease a Bike) n'a déjà plus aucun coéquipier à ses côtés. Pedersen est repris à 3 km du sommet. Joshua Tarling (Ineos Grenadiers) passe en tête au sommet, devant ses coéquipiers Tobias Foss et Thymen Arensman. Le maillot vert attaque de nouveau dans la descente, Harold Tejada (XDS Astana) sort lui aussi du peloton. A 64 km de l'arrivée, Pedersen possède 29 secondes d'avance sur Tejada et 33 sur le groupe maillot jaune. Tejada ne parvient jamais à creuser l'écart sur le peloton et est repris à plus de 56 km du but, avec désormais 1 minute 13 de retard sur Pedersen. L'écart est toujours d'une minute 11 à 50 km de l'arrivée.
Le maillot vert aborde la côte de Peille avec 1 minute 05 d'avance, l'écart chute à 53 secondes à 5 km du sommet. Aleksandr Vlasov (RedBull-Bora-Hansgrohe) attaque ensuite, rejoint quelques hectomètres plus loin par O'Connor. Mads Pedersen possède à 4 km du sommet 35 secondes d'avance sur le duo de chasse et 47 sur le peloton. Les deux poursuivants sont rejoints 500 m plus loin par Tejada, O'Connor se relève, le groupe maillot jaune est rapproché. Vlasov et Tejada sont repris quelques hectomètres plus loin. Le maillot blanc Florian Lipowitz (RedBull-Bora-hansgrohe) place un contre, suivi par le maillot jaune, Magnus Sheffield (Ineos Grenadiers), Tejada et Clément Champoussin (XDS Astana). Lipowitz attaque de nouveau un peu plus loin, sans succès. Pedersen n'a plus que 31 secondes d'avance à 2,2 km du sommet sur le groupe maillot jaune, qui voit le retour d'Arensman, Vlasov et Felix Gall (Decathlon-AG2R La Mondiale). Vlavov contre, le maillot jaune fait l'effort et ramène rapidement le groupe sur le russe. Gall attaque à 1,5 km du sommet, suivi par Vlasov. Derrière, Foss, Paret-Peintre, Costiou, Michael Storer (Tudor Pro Cycling), Pablo Castrillo (Movistar), Guillaume Martin (Groupama-FDJ) et Luca Vergallito (Alpecin-Deceuninck) recollent sur le groupe maillot jaune. Les deux poursuivants rentrent sur le maillot vert à 800 m du sommet. Le groupe maillot jaune, qui a perdu Costiou, est pointé à 16 secondes. Vlasov devance au sommet Gall et Pedersen, le groupe maillot jaune passe 15 secondes plus tard, João Almeida (UAE Emirates) et Ilan Van Wilder (Soudal-Quick Step) avec 25 secondes de retard. Iván Romeo (Movistar), Almeida et Van Wilder recollent sur le groupe maillot jaune dans la descente.
Sheffield sort du peloton dans la descente. A 34 km de l'arrivée, le trio de tête a 20 secondes d'avance sur le coureur étasunien et 31 sur le groupe maillot jaune, qui voit le retour de quelques coureurs. Le trio de tête aborde le col d'Èze avec 50 secondes d'avance sur le groupe maillot jaune. Sheffield rentre sur la tête de course à 26 km de l'arrivée, le groupe maillot jaune est pointé à 41 secondes. Derrière, Jorgenson attaque et personne ne peut le suivre. Mal placé, le maillot blanc part à sa poursuite à contre-temps. Lipowitz est repris par le groupe Arensman avant le sommet. Mads Pedersen remporte le sprint intermédiaire, juste devant Sheffield et 7 secondes devant Gall et Vlasov, et s'assure ainsi de remporter le classement par points. Jorgenson passe 15 secondes plus tard, le groupe maillot blanc avec 27 secondes de retard. Jorgenson reprend le duo de chasse à 24 km de l'arrivée. Le duo de tête a 14 secondes d'avance sur le groupe maillot jaune et 44 sur le groupe maillot blanc à 20 km de la ligne. Les hommes de tête abordent le col des Quatre Chemins avec 12 secondes d'avance sur le groupe maillot jaune et 1 minute 12 sur le groupe maillot blanc. Le maillot vert lâche prise à 3,3 km du sommet. Après des relais de Sobrero et Foss, c'est Lipowitz qui prend les commandes du groupe dans la première moitié de l'ascension. Gall décroche Vlasov puis Jorgenson à 1,3 km du sommet. Derrière, Arensman attaque et prend quelques longueurs d'avance sur le maillot blanc, qui lui-même creuse un petit écart sur le reste du groupe, qui voit Tejada chuter. Arensman et Lipowitz reprennent ensuite Vlasov. Gall est repris par le maillot jaune à 500 m du sommet. Derrière, Lipowitz est accompagné par Vlasov, Arensman, Storer et Champoussin. Shieffield passe en tête au sommet avec 21 secondes d'avance sur Jorgenson et Gall, 1 minute 06 sur le groupe maillot blanc.
Gall est distancé à 8 km de l'arrivée. Dans la descente, l'avance de l'homme de tête se stabilise autour des 20 secondes sur Jorgenson, 30 secondes sur Gall et 1 minute 10 sur le groupe maillot blanc. Le maillot jaune grignote quelques secondes dans les 3 derniers kilomètres, l'écart est de 12 secondes à la flamme rouge. Magnus Sheffield s'impose finalement avec 29 secondes sur son compatriote 35 sur Gall. Le groupe maillot blanc concède 1 minute 01, Van Wilder, Paret-Peintre, Tejada, Martin et Almeida 1 minute 40, Foss 1 minute 54 et Castrillo 2 minutes 21. Matteo Jorgenson conserve ainsi son titre sur Paris-Nice, en devançant Florian Lipowitz, qui reste le meilleur jeune, de 1 minute 15 et Thymen Arensman de 1 minute 58. Le vainqueur du jour passe devant Storer et Almeida, pour aller chercher la 4e place. Juste derrière, Champoussin profite de l'abandon de McNulty pour gagner une place, tandis que son coéquipier Tejada passe devant Tobias Foss, à près de 5 minutes du maillot jaune. Van Wilder complète le Top 10, tandis que Thomas Gachignard, sans marquer le moindre le moindre point durant le week-end, s'adjuge malgré tout le classement de la montagne. Grâce à ses trois leaders dans le Top 10 du classement général, la formation Ineos Grenadiers remporte le classement par équipe.
| \| Classement de l'étape \| Classement de l'étape \| Classement de l'étape \| Classement de l'étape \| Classement de l'étape \| \| Coureur \| Coureur \| Pays \| Équipe \| Temps \| \| --------------------- \| ---------------------- \| --------------------- \| -------------------------- \| --------------------- \| \| 1er \| Magnus Sheffield \| États-Unis \| Ineos Grenadiers \| 2 h 48 min 37 s \| \| 2e \| Matteo Jorgenson \| États-Unis \| Team Visma \\| Lease a Bike \| + 29 s \| \| 3e \| Felix Gall \| Autriche \| Decathlon-AG2R La Mondiale \| + 35 s \| \| 4e \| Michael Storer \| Australie \| Tudor Pro Cycling Team \| + 1 min 01 s \| \| 5e \| Clément Champoussin \| France \| XDS Astana Team \| + 1 min 01 s \| \| 6e \| Florian Lipowitz \| Allemagne \| Red Bull-Bora-Hansgrohe \| + 1 min 01 s \| \| 7e \| Thymen Arensman \| Pays-Bas \| Ineos Grenadiers \| + 1 min 01 s \| \| 8e \| Aleksandr Vlasov \| Bannière neutre \| Red Bull-Bora-Hansgrohe \| + 1 min 04 s \| \| 9e \| Ilan Van Wilder \| Belgique \| Soudal Quick-Step \| + 1 min 40 s \| \| 10e \| Aurélien Paret-Peintre \| France \| Decathlon-AG2R La Mondiale \| + 1 min 00 s \| |                        |                 |                            |                 |
| |                        |                 |                            |                 |
| |                        |                 |                            |                 |
| Classement de l'étape |                        |                 |                            |                 |
| Coureur | Coureur                | Pays            | Équipe                     | Temps           |
| 1er | Magnus Sheffield       | États-Unis      | Ineos Grenadiers           | 2 h 48 min 37 s |
| 2e | Matteo Jorgenson       | États-Unis      | Team Visma \| Lease a Bike | + 29 s          |
| 3e | Felix Gall             | Autriche        | Decathlon-AG2R La Mondiale | + 35 s          |
| 4e | Michael Storer         | Australie       | Tudor Pro Cycling Team     | + 1 min 01 s    |
| 5e | Clément Champoussin    | France          | XDS Astana Team            | + 1 min 01 s    |
| 6e | Florian Lipowitz       | Allemagne       | Red Bull-Bora-Hansgrohe    | + 1 min 01 s    |
| 7e | Thymen Arensman        | Pays-Bas        | Ineos Grenadiers           | + 1 min 01 s    |
| 8e | Aleksandr Vlasov       | Bannière neutre | Red Bull-Bora-Hansgrohe    | + 1 min 04 s    |
| 9e | Ilan Van Wilder        | Belgique        | Soudal Quick-Step          | + 1 min 40 s    |
| 10e | Aurélien Paret-Peintre | France          | Decathlon-AG2R La Mondiale | + 1 min 00 s    |

## Classements finals

### Classement général
| \| Classement général \| Classement général \| Classement général \| Classement général \| Classement général \| \| Coureur \| Coureur \| Pays \| Équipe \| Temps \| \| ------------------ \| ------------------------- \| ------------------ \| -------------------------- \| ------------------ \| \| 1er \| Matteo Jorgenson \| États-Unis \| Team Visma \\| Lease a Bike \| 26 h 26 min 42 s \| \| 2e \| Florian Lipowitz \| Allemagne \| Red Bull-Bora-Hansgrohe \| + 1 min 15 s \| \| 3e \| Thymen Arensman \| Pays-Bas \| Ineos Grenadiers \| + 1 min 58 s \| \| 4e \| Magnus Sheffield \| États-Unis \| Ineos Grenadiers \| + 2 min 17 s \| \| 5e \| Michael Storer \| Australie \| Tudor Pro Cycling Team \| + 3 min 03 s \| \| 6e \| João Almeida \| Portugal \| UAE Team Emirates XRG \| + 3 min 57 s \| \| 7e \| Clément Champoussin \| France \| XDS Astana Team \| + 4 min 00 s \| \| 8e \| Harold Tejada \| Colombie \| XDS Astana Team \| + 4 min 53 s \| \| 9e \| Tobias Foss \| Norvège \| Ineos Grenadiers \| + 4 min 59 s \| \| 10e \| Ilan Van Wilder \| Belgique \| Soudal Quick-Step \| + 5 min 26 s \| \| 11e \| Pablo Castrillo \| Espagne \| Movistar Team \| + 5 min 45 s \| \| 12e \| Aurélien Paret-Peintre \| France \| Decathlon-AG2R La Mondiale \| + 6 min 07 s \| \| 13e \| Guillaume Martin-Guyonnet \| France \| Groupama-FDJ \| + 6 min 43 s \| \| 14e \| Ben O'Connor \| Australie \| Team Jayco AlUla \| + 8 min 51 s \| \| 15e \| William Barta \| États-Unis \| Movistar Team \| + 9 min 53 s \| |                           |            |                            |                  |
| |                           |            |                            |                  |
| Source : ProCyclingStats |                           |            |                            |                  |
| Classement général |                           |            |                            |                  |
| Coureur | Coureur                   | Pays       | Équipe                     | Temps            |
| 1er | Matteo Jorgenson          | États-Unis | Team Visma \| Lease a Bike | 26 h 26 min 42 s |
| 2e | Florian Lipowitz          | Allemagne  | Red Bull-Bora-Hansgrohe    | + 1 min 15 s     |
| 3e | Thymen Arensman           | Pays-Bas   | Ineos Grenadiers           | + 1 min 58 s     |
| 4e | Magnus Sheffield          | États-Unis | Ineos Grenadiers           | + 2 min 17 s     |
| 5e | Michael Storer            | Australie  | Tudor Pro Cycling Team     | + 3 min 03 s     |
| 6e | João Almeida              | Portugal   | UAE Team Emirates XRG      | + 3 min 57 s     |
| 7e | Clément Champoussin       | France     | XDS Astana Team            | + 4 min 00 s     |
| 8e | Harold Tejada             | Colombie   | XDS Astana Team            | + 4 min 53 s     |
| 9e | Tobias Foss               | Norvège    | Ineos Grenadiers           | + 4 min 59 s     |
| 10e | Ilan Van Wilder           | Belgique   | Soudal Quick-Step          | + 5 min 26 s     |
| 11e | Pablo Castrillo           | Espagne    | Movistar Team              | + 5 min 45 s     |
| 12e | Aurélien Paret-Peintre    | France     | Decathlon-AG2R La Mondiale | + 6 min 07 s     |
| 13e | Guillaume Martin-Guyonnet | France     | Groupama-FDJ               | + 6 min 43 s     |
| 14e | Ben O'Connor              | Australie  | Team Jayco AlUla           | + 8 min 51 s     |
| 15e | William Barta             | États-Unis | Movistar Team              | + 9 min 53 s     |

| Classement par points | Classement par points | Classement par points | Classement par points      | Classement par points |
| Coureur               | Coureur               | Pays                  | Équipe                     | Points                |
| --------------------- | --------------------- | --------------------- | -------------------------- | --------------------- |
| 1er                   | Mads Pedersen         | Danemark              | Lidl-Trek                  | 62 pts                |
| 2e                    | Matteo Jorgenson      | États-Unis            | Team Visma \| Lease a Bike | 57 pts                |
| 3e                    | Magnus Sheffield      | États-Unis            | Ineos Grenadiers           | 41 pts                |
| 4e                    | Axel Zingle           | France                | Team Visma \| Lease a Bike | 36 pts                |
| 5e                    | Michael Storer        | Australie             | Tudor Pro Cycling Team     | 33 pts                |
| 6e                    | Florian Lipowitz      | Allemagne             | Red Bull-Bora-Hansgrohe    | 28 pts                |
| 7e                    | Lenny Martinez        | France                | Bahrain Victorious         | 27 pts                |
| 8e                    | Timo Kielich          | Belgique              | Alpecin-Deceuninck         | 26 pts                |
| 9e                    | Joshua Tarling        | Royaume-Uni           | Ineos Grenadiers           | 22 pts                |
| 10e                   | Émilien Jeannière     | France                | Team TotalEnergies         | 22 pts                |

| Classement par points | Classement par points | Classement par points | Classement par points      | Classement par points |
| Coureur               | Coureur               | Pays                  | Équipe                     | Points                |
| --------------------- | --------------------- | --------------------- | -------------------------- | --------------------- |
| 1er                   | Mads Pedersen         | Danemark              | Lidl-Trek                  | 62 pts                |
| 2e                    | Matteo Jorgenson      | États-Unis            | Team Visma \| Lease a Bike | 57 pts                |
| 3e                    | Magnus Sheffield      | États-Unis            | Ineos Grenadiers           | 41 pts                |
| 4e                    | Axel Zingle           | France                | Team Visma \| Lease a Bike | 36 pts                |
| 5e                    | Michael Storer        | Australie             | Tudor Pro Cycling Team     | 33 pts                |
| 6e                    | Florian Lipowitz      | Allemagne             | Red Bull-Bora-Hansgrohe    | 28 pts                |
| 7e                    | Lenny Martinez        | France                | Bahrain Victorious         | 27 pts                |
| 8e                    | Timo Kielich          | Belgique              | Alpecin-Deceuninck         | 26 pts                |
| 9e                    | Joshua Tarling        | Royaume-Uni           | Ineos Grenadiers           | 22 pts                |
| 10e                   | Émilien Jeannière     | France                | Team TotalEnergies         | 22 pts                |

| Classement de la montagne | Classement de la montagne | Classement de la montagne | Classement de la montagne  | Classement de la montagne |
| Coureur                   | Coureur                   | Pays                      | Équipe                     | Points                    |
| ------------------------- | ------------------------- | ------------------------- | -------------------------- | ------------------------- |
| 1er                       | Thomas Gachignard         | France                    | Team TotalEnergies         | 21 pts                    |
| 2e                        | Michael Storer            | Australie                 | Tudor Pro Cycling Team     | 20 pts                    |
| 3e                        | João Almeida              | Portugal                  | UAE Team Emirates XRG      | 20 pts                    |
| 4e                        | Alexandre Delettre        | France                    | Team TotalEnergies         | 17 pts                    |
| 5e                        | Lenny Martinez            | France                    | Bahrain Victorious         | 14 pts                    |
| 6e                        | Tobias Foss               | Norvège                   | Ineos Grenadiers           | 14 pts                    |
| 7e                        | Magnus Sheffield          | États-Unis                | Ineos Grenadiers           | 12 pts                    |
| 8e                        | Matteo Jorgenson          | États-Unis                | Team Visma \| Lease a Bike | 12 pts                    |
| 9e                        | Aleksandr Vlasov          | Bannière neutre           | Red Bull-Bora-Hansgrohe    | 11 pts                    |
| 10e                       | Joshua Tarling            | Royaume-Uni               | Ineos Grenadiers           | 10 pts                    |

| Classement de la montagne | Classement de la montagne | Classement de la montagne | Classement de la montagne  | Classement de la montagne |
| Coureur                   | Coureur                   | Pays                      | Équipe                     | Points                    |
| ------------------------- | ------------------------- | ------------------------- | -------------------------- | ------------------------- |
| 1er                       | Thomas Gachignard         | France                    | Team TotalEnergies         | 21 pts                    |
| 2e                        | Michael Storer            | Australie                 | Tudor Pro Cycling Team     | 20 pts                    |
| 3e                        | João Almeida              | Portugal                  | UAE Team Emirates XRG      | 20 pts                    |
| 4e                        | Alexandre Delettre        | France                    | Team TotalEnergies         | 17 pts                    |
| 5e                        | Lenny Martinez            | France                    | Bahrain Victorious         | 14 pts                    |
| 6e                        | Tobias Foss               | Norvège                   | Ineos Grenadiers           | 14 pts                    |
| 7e                        | Magnus Sheffield          | États-Unis                | Ineos Grenadiers           | 12 pts                    |
| 8e                        | Matteo Jorgenson          | États-Unis                | Team Visma \| Lease a Bike | 12 pts                    |
| 9e                        | Aleksandr Vlasov          | Bannière neutre           | Red Bull-Bora-Hansgrohe    | 11 pts                    |
| 10e                       | Joshua Tarling            | Royaume-Uni               | Ineos Grenadiers           | 10 pts                    |

| Classement du meilleur jeune | Classement du meilleur jeune | Classement du meilleur jeune | Classement du meilleur jeune | Classement du meilleur jeune |
| Coureur                      | Coureur                      | Pays                         | Équipe                       | Temps                        |
| ---------------------------- | ---------------------------- | ---------------------------- | ---------------------------- | ---------------------------- |
| 1er                          | Florian Lipowitz             | Allemagne                    | Red Bull-Bora-Hansgrohe      | 26 h 27 min 57 s             |
| 2e                           | Magnus Sheffield             | États-Unis                   | Ineos Grenadiers             | + 1 min 02 s                 |
| 3e                           | Ilan Van Wilder              | Belgique                     | Soudal Quick-Step            | + 4 min 11 s                 |
| 4e                           | Pablo Castrillo              | Espagne                      | Movistar Team                | + 4 min 30 s                 |
| 5e                           | Raúl García Pierna           | Espagne                      | Arkéa-B&B Hotels             | + 8 min 52 s                 |
| 6e                           | Iván Romeo                   | Espagne                      | Movistar Team                | + 13 min 33 s                |
| 7e                           | Lenny Martinez               | France                       | Bahrain Victorious           | + 16 min 13 s                |
| 8e                           | Joshua Tarling               | Royaume-Uni                  | Ineos Grenadiers             | + 17 min 06 s                |
| 9e                           | Johannes Kulset              | Norvège                      | Uno-X Mobility               | + 21 min 13 s                |
| 10e                          | Georg Steinhauser            | Allemagne                    | EF Education-EasyPost        | + 29 min 13 s                |

| Classement du meilleur jeune | Classement du meilleur jeune | Classement du meilleur jeune | Classement du meilleur jeune | Classement du meilleur jeune |
| Coureur                      | Coureur                      | Pays                         | Équipe                       | Temps                        |
| ---------------------------- | ---------------------------- | ---------------------------- | ---------------------------- | ---------------------------- |
| 1er                          | Florian Lipowitz             | Allemagne                    | Red Bull-Bora-Hansgrohe      | 26 h 27 min 57 s             |
| 2e                           | Magnus Sheffield             | États-Unis                   | Ineos Grenadiers             | + 1 min 02 s                 |
| 3e                           | Ilan Van Wilder              | Belgique                     | Soudal Quick-Step            | + 4 min 11 s                 |
| 4e                           | Pablo Castrillo              | Espagne                      | Movistar Team                | + 4 min 30 s                 |
| 5e                           | Raúl García Pierna           | Espagne                      | Arkéa-B&B Hotels             | + 8 min 52 s                 |
| 6e                           | Iván Romeo                   | Espagne                      | Movistar Team                | + 13 min 33 s                |
| 7e                           | Lenny Martinez               | France                       | Bahrain Victorious           | + 16 min 13 s                |
| 8e                           | Joshua Tarling               | Royaume-Uni                  | Ineos Grenadiers             | + 17 min 06 s                |
| 9e                           | Johannes Kulset              | Norvège                      | Uno-X Mobility               | + 21 min 13 s                |
| 10e                          | Georg Steinhauser            | Allemagne                    | EF Education-EasyPost        | + 29 min 13 s                |

| Classement par équipes | Classement par équipes          | Classement par équipes | Classement par équipes |
| Équipe                 | Équipe                          | Pays                   | Temps                  |
| ---------------------- | ------------------------------- | ---------------------- | ---------------------- |
| 1re                    | Ineos Grenadiers                | Royaume-Uni            | 79 h 29 min 04 s       |
| 2e                     | Movistar Team                   | Espagne                | + 15 min 32 s          |
| 3e                     | Red Bull-BORA-hansgrohe         | Allemagne              | + 24 min 30 s          |
| 4e                     | XDS Astana Team                 | Kazakhstan             | + 25 min 20 s          |
| 5e                     | Decathlon AG2R La Mondiale Team | France                 | + 25 min 51 s          |
| 6e                     | UAE Team Emirates XRG           | Émirats arabes unis    | + 31 min 05 s          |
| 7e                     | Groupama-FDJ                    | France                 | + 40 min 13 s          |
| 8e                     | Team Jayco AlUla                | Australie              | + 45 min 01 s          |
| 9e                     | Team Visma \| Lease a Bike      | Pays-Bas               | + 45 min 50 s          |
| 10e                    | Tudor Pro Cycling Team          | Suisse                 | + 53 min 02 s          |

| Classement par équipes | Classement par équipes          | Classement par équipes | Classement par équipes |
| Équipe                 | Équipe                          | Pays                   | Temps                  |
| ---------------------- | ------------------------------- | ---------------------- | ---------------------- |
| 1re                    | Ineos Grenadiers                | Royaume-Uni            | 79 h 29 min 04 s       |
| 2e                     | Movistar Team                   | Espagne                | + 15 min 32 s          |
| 3e                     | Red Bull-BORA-hansgrohe         | Allemagne              | + 24 min 30 s          |
| 4e                     | XDS Astana Team                 | Kazakhstan             | + 25 min 20 s          |
| 5e                     | Decathlon AG2R La Mondiale Team | France                 | + 25 min 51 s          |
| 6e                     | UAE Team Emirates XRG           | Émirats arabes unis    | + 31 min 05 s          |
| 7e                     | Groupama-FDJ                    | France                 | + 40 min 13 s          |
| 8e                     | Team Jayco AlUla                | Australie              | + 45 min 01 s          |
| 9e                     | Team Visma \| Lease a Bike      | Pays-Bas               | + 45 min 50 s          |
| 10e                    | Tudor Pro Cycling Team          | Suisse                 | + 53 min 02 s          |

## Évolution des classements
Le classement général, dont le leader porte le maillot jaune et blanc, s'établit en additionnant les temps réalisés à chaque étape, puis en ôtant d'éventuelles bonifications (10, 6 et 4 s à l'arrivée des étapes en ligne et 6, 4 et 2 s à chaque sprint intermédiaire). En cas d'égalité, les critères de départage, dans l'ordre, sont : centièmes de seconde enregistrés lors du contre-la-montre, addition des places obtenues lors de chaque étape, place obtenue lors de la dernière étape.
Le classement par points, dont le leader porte le maillot vert, est l'addition des points attribués à l'arrivée des étapes (25, 22, 20, 18, 16, 14, 12, 10, 8 et 6 pts, lors des 1re, 2e et 6e étapes ; 15, 12, 10, 8 et 6 points, puis en ôtant 1 pt par place perdue jusqu'au 10e, qui reçoit donc 1 pt, lors des autres étapes en ligne) et aux sprints intermédiaires (10, 6 et 4 points). En cas d'égalité de points, les critères de départage, dans l'ordre, sont : nombre de victoires d'étape, de sprints intermédiaires, classement général.
Le classement du meilleur grimpeur, dont le leader porte le maillot à pois, consiste en l'addition des points obtenus au sommet des ascensions de 1re (10, 5, 3, 2 et 1 pts), 2e (5, 3, 2 et 1 pts) et 3e (3, 2 et 1 pts) catégorie. Les points sont doublés lors des trois arrivées au sommet. En cas d'égalité de points, les critères de départage, dans l'ordre, sont : nombre de premières places dans les ascensions de 1re, puis de 2e, enfin de 3e catégorie, classement général.
Le classement du meilleur jeune, dont le leader porte le maillot blanc, est le classement général des coureurs nés depuis le 1er janvier 2000.
Le classement par équipes de l'étape est l'addition des trois meilleurs temps individuels de chaque équipe. En cas d'égalité, les critères de départage, dans l'ordre, sont : addition des places des trois premiers coureurs des équipes concernées, place du meilleur coureur sur l'étape. Calculer le classement par équipes revient à additionner les classements par équipes de chaque étape. En cas d'égalité, les critères de départage, dans l'ordre, sont : nombre de premières places dans le classement par équipes du jour, nombre de deuxièmes places dans le classement par équipes du jour, etc., place au classement général du meilleur coureur des équipes concernées.
Un prix de la combativité est attribué à chaque étape en ligne par un jury, pour récompenser « le coureur le plus généreux dans l’effort et manifestant le meilleur esprit sportif ». Le coureur ainsi récompensé porte un dossard doré lors de l'étape suivante.
| Étape              | Vainqueur          | Classement général | Classement par points | Classement de la montagne | Classement du meilleur jeune | Classement par équipes | Prix de la Combativité |
| ------------------ | ------------------ | ------------------ | --------------------- | ------------------------- | ---------------------------- | ---------------------- | ---------------------- |
| 1                  | Tim Merlier        | Tim Merlier        | Tim Merlier           | Alexandre Delettre        | Magnus Sheffield             | XDS Astana             | Samuel Fernández       |
| 2                  | Tim Merlier        | Tim Merlier        | Tim Merlier           | Alexandre Delettre        | Mick van Dijke               | XDS Astana             | Jonas Abrahamsen       |
| 3                  | Visma-Lease a Bike | Matteo Jorgenson   | Tim Merlier           | Alexandre Delettre        | Florian Lipowitz             | Visma-Lease a Bike     | Non attribué           |
| 4                  | João Almeida       | Jonas Vingegaard   | Tim Merlier           | João Almeida              | Mattias Skjelmose            | Ineos Grenadiers       | Tobias Foss            |
| 5                  | Lenny Martinez     | Matteo Jorgenson   | Tim Merlier           | João Almeida              | Florian Lipowitz             | Ineos Grenadiers       | Ben Swift              |
| 6                  | Mads Pedersen      | Matteo Jorgenson   | Mads Pedersen         | Thomas Gachignard         | Florian Lipowitz             | Ineos Grenadiers       | Rémi Cavagna           |
| 7                  | Michael Storer     | Matteo Jorgenson   | Mads Pedersen         | Thomas Gachignard         | Florian Lipowitz             | Ineos Grenadiers       | Michael Storer         |
| 8                  | Magnus Sheffield   | Matteo Jorgenson   | Mads Pedersen         | Thomas Gachignard         | Florian Lipowitz             | Ineos Grenadiers       | Mads Pedersen          |
| Classements finals | Classements finals | Matteo Jorgenson   | Mads Pedersen         | Thomas Gachignard         | Florian Lipowitz             | Ineos Grenadiers       | non-décerné            |

## Liste des participants
- Liste de départ complète

| Team Visma \| Lease a Bike TVL                       | Team Visma \| Lease a Bike TVL | Team Visma \| Lease a Bike TVL |
| ---------------------------------------------------- | ------------------------------ | ------------------------------ |
| Num                                                  | Coureur                        | Pos                            |
| 1                                                    | Matteo Jorgenson (USA)         | 1er                            |
| 2                                                    | Edoardo Affini (ITA) (chrono)  | 104e                           |
| 3                                                    | Victor Campenaerts (BEL)       | 56e                            |
| 4                                                    | Per Strand Hagenes (NOR)       | AB-8                           |
| 5                                                    | Bart Lemmen (NED)              | 71e                            |
| 6                                                    | Jonas Vingegaard (DEN)         | NP-6                           |
| 7                                                    | Axel Zingle (FRA)              | 53e                            |
| Directeur sportif : Frans Maassen, Arthur van Dongen |                                |                                |

| Soudal Quick-Step SOQ                          | Soudal Quick-Step SOQ       | Soudal Quick-Step SOQ |
| ---------------------------------------------- | --------------------------- | --------------------- |
| Num                                            | Coureur                     | Pos                   |
| 11                                             | Maximilian Schachmann (GER) | 17e                   |
| 12                                             | Ayco Bastiaens (BEL)        | 102e                  |
| 13                                             | Yves Lampaert (BEL)         | 86e                   |
| 14                                             | Tim Merlier (BEL) (route)   | AB-8                  |
| 15                                             | Dries Van Gestel (BEL)      | 76e                   |
| 16                                             | Bert Van Lerberghe (BEL)    | AB-8                  |
| 17                                             | Ilan Van Wilder (BEL)       | 10e                   |
| Directeur sportif : Tom Steels, Dries Devenyns |                             |                       |

| UAE Team Emirates XRG UAD                            | UAE Team Emirates XRG UAD      | UAE Team Emirates XRG UAD |
| ---------------------------------------------------- | ------------------------------ | ------------------------- |
| Num                                                  | Coureur                        | Pos                       |
| 21                                                   | Brandon McNulty (USA) (chrono) | AB-8                      |
| 22                                                   | João Almeida (POR)             | 6e                        |
| 23                                                   | Ivo Oliveira (POR)             | 105e                      |
| 24                                                   | Sebastián Molano (COL)         | NP-7                      |
| 25                                                   | Jhonatan Narváez (ECU) (route) | 37e                       |
| 26                                                   | Nils Politt (GER) (chrono)     | 40e                       |
| 27                                                   | Pavel Sivakov (FRA)            | 85e                       |
| Directeur sportif : Fabio Baldato, Simone Pedrazzini |                                |                           |

| Lidl-Trek LTK                                      | Lidl-Trek LTK             | Lidl-Trek LTK |
| -------------------------------------------------- | ------------------------- | ------------- |
| Num                                                | Coureur                   | Pos           |
| 31                                                 | Mattias Skjelmose (DEN)   | AB-7          |
| 32                                                 | Julien Bernard (FRA)      | NP-4          |
| 33                                                 | Ryan Gibbons (RSA)        | AB-5          |
| 34                                                 | Daan Hoole (NED) (chrono) | 57e           |
| 35                                                 | Alex Kirsch (LUX)         | 65e           |
| 36                                                 | Mads Pedersen (DEN)       | 26e           |
| 37                                                 | Otto Vergaerde (BEL)      | 79e           |
| Directeur sportif : Steven de Jongh, Michael Schär |                           |               |

| Red Bull-Bora-Hansgrohe RBH                    | Red Bull-Bora-Hansgrohe RBH | Red Bull-Bora-Hansgrohe RBH |
| ---------------------------------------------- | --------------------------- | --------------------------- |
| Num                                            | Coureur                     | Pos                         |
| 41                                             | Aleksandr Vlasov            | 35e                         |
| 42                                             | Florian Lipowitz (GER)      | 2e                          |
| 43                                             | Ryan Mullen (IRL)           | 110e                        |
| 44                                             | Matteo Sobrero (ITA)        | 28e                         |
| 45                                             | Mick van Dijke (NED)        | 91e                         |
| 46                                             | Danny van Poppel (NED)      | AB-2                        |
| 47                                             | Ben Zwiehoff (GER)          | 36e                         |
| Directeur sportif : Patxi Vila, Shane Archbold |                             |                             |

| Team Jayco AlUla JAY                              | Team Jayco AlUla JAY         | Team Jayco AlUla JAY |
| ------------------------------------------------- | ---------------------------- | -------------------- |
| Num                                               | Coureur                      | Pos                  |
| 51                                                | Ben O'Connor (AUS)           | 14e                  |
| 52                                                | Luke Durbridge (AUS) (route) | AB-2                 |
| 53                                                | Michael Hepburn (AUS)        | 111e                 |
| 54                                                | Michael Matthews (AUS)       | 55e                  |
| 55                                                | Kelland O'Brien (AUS)        | 66e                  |
| 56                                                | Mauro Schmid (SUI) (route)   | 33e                  |
| 57                                                | Max Walscheid (GER)          | NP-7                 |
| Directeur sportif : Mathew Hayman, Pieter Weening |                              |                      |

| Ineos Grenadiers IGD                                | Ineos Grenadiers IGD          | Ineos Grenadiers IGD |
| --------------------------------------------------- | ----------------------------- | -------------------- |
| Num                                                 | Coureur                       | Pos                  |
| 61                                                  | Thymen Arensman (NED)         | 3e                   |
| 62                                                  | Tobias Foss (NOR)             | 9e                   |
| 63                                                  | Bob Jungels (LUX)             | 67e                  |
| 64                                                  | Magnus Sheffield (USA)        | 4e                   |
| 65                                                  | Ben Swift (GBR)               | 74e                  |
| 66                                                  | Joshua Tarling (GBR) (chrono) | 27e                  |
| 67                                                  | Samuel Watson (GBR)           | 77e                  |
| Directeur sportif : Christian Knees, Leonardo Basso |                               |                      |

| Decathlon-AG2R La Mondiale DAT                   | Decathlon-AG2R La Mondiale DAT | Decathlon-AG2R La Mondiale DAT |
| ------------------------------------------------ | ------------------------------ | ------------------------------ |
| Num                                              | Coureur                        | Pos                            |
| 71                                               | Felix Gall (AUT)               | 18e                            |
| 72                                               | Bruno Armirail (FRA)           | 62e                            |
| 73                                               | Stefan Bissegger (SUI)         | 43e                            |
| 74                                               | Sander De Pestel (BEL)         | 82e                            |
| 75                                               | Oliver Naesen (BEL)            | 59e                            |
| 76                                               | Aurélien Paret-Peintre (FRA)   | 12e                            |
| 77                                               | Callum Scotson (AUS)           | 61e                            |
| Directeur sportif : Cyril Dessel, Sébastien Joly |                                |                                |

| Bahrain Victorious TBV                               | Bahrain Victorious TBV  | Bahrain Victorious TBV |
| ---------------------------------------------------- | ----------------------- | ---------------------- |
| Num                                                  | Coureur                 | Pos                    |
| 81                                                   | Santiago Buitrago (COL) | AB-4                   |
| 82                                                   | Matevž Govekar (SLO)    | 109e                   |
| 83                                                   | Kamil Gradek (POL)      | 113e                   |
| 84                                                   | Jack Haig (AUS)         | 30e                    |
| 85                                                   | Lenny Martinez (FRA)    | 24e                    |
| 86                                                   | Fred Wright (GBR)       | 68e                    |
| 87                                                   | Edoardo Zambanini (ITA) | 42e                    |
| Directeur sportif : Roman Kreuziger, Aart Vierhouten |                         |                        |

| Team Picnic-PostNL TPP                           | Team Picnic-PostNL TPP     | Team Picnic-PostNL TPP |
| ------------------------------------------------ | -------------------------- | ---------------------- |
| Num                                              | Coureur                    | Pos                    |
| 91                                               | Warren Barguil (FRA)       | 34e                    |
| 92                                               | Tobias Lund Andresen (DEN) | 84e                    |
| 93                                               | John Degenkolb (GER)       | 94e                    |
| 94                                               | Sean Flynn (GBR)           | 92e                    |
| 95                                               | Fabio Jakobsen (NED)       | AB-5                   |
| 96                                               | Tim Naberman (NED)         | AB-7                   |
| 97                                               | Julius van den Berg (NED)  | 89e                    |
| Directeur sportif : Melvin Rullière, Rudie Kemna |                            |                        |

| Movistar Team MOV                                     | Movistar Team MOV               | Movistar Team MOV |
| ----------------------------------------------------- | ------------------------------- | ----------------- |
| Num                                                   | Coureur                         | Pos               |
| 101                                                   | Iván Romeo (ESP)                | 21e               |
| 102                                                   | William Barta (USA)             | 15e               |
| 103                                                   | Pablo Castrillo (ESP)           | 11e               |
| 104                                                   | Jefferson Cepeda (ECU) (chrono) | AB-7              |
| 105                                                   | Iván García Cortina (ESP)       | 51e               |
| 106                                                   | Lorenzo Milesi (ITA)            | 60e               |
| 107                                                   | Manlio Moro (ITA)               | 98e               |
| Directeur sportif : Pablo Lastras, José Joaquín Rojas |                                 |                   |

| Tudor Pro Cycling Team TUD                                | Tudor Pro Cycling Team TUD | Tudor Pro Cycling Team TUD |
| --------------------------------------------------------- | -------------------------- | -------------------------- |
| Num                                                       | Coureur                    | Pos                        |
| 111                                                       | Julian Alaphilippe (FRA)   | 44e                        |
| 112                                                       | Alberto Dainese (ITA)      | NP-8                       |
| 113                                                       | Robin Froidevaux (SUI)     | NP-7                       |
| 114                                                       | Marco Haller (AUT)         | 88e                        |
| 115                                                       | Fabian Lienhard (SUI)      | 103e                       |
| 116                                                       | Michael Storer (AUS)       | 5e                         |
| 117                                                       | Matteo Trentin (ITA)       | 39e                        |
| Directeur sportif : Morgan Lamoisson, Sylvain Blanquefort |                            |                            |

| Groupama-FDJ GFC                                 | Groupama-FDJ GFC                | Groupama-FDJ GFC |
| ------------------------------------------------ | ------------------------------- | ---------------- |
| Num                                              | Coureur                         | Pos              |
| 121                                              | Guillaume Martin-Guyonnet (FRA) | 13e              |
| 122                                              | Rémi Cavagna (FRA)              | 58e              |
| 123                                              | Kevin Geniets (LUX)             | 25e              |
| 124                                              | Thibaud Gruel (FRA)             | 69e              |
| 125                                              | Johan Jacobs (SUI)              | 50e              |
| 126                                              | Stefan Küng (SUI)               | 45e              |
| 127                                              | Enzo Paleni (FRA)               | 90e              |
| Directeur sportif : Yvon Caër, Benoît Vaugrenard |                                 |                  |

| XDS Astana Team XAT                                 | XDS Astana Team XAT       | XDS Astana Team XAT |
| --------------------------------------------------- | ------------------------- | ------------------- |
| Num                                                 | Coureur                   | Pos                 |
| 131                                                 | Harold Tejada (COL)       | 8e                  |
| 132                                                 | Cees Bol (NED)            | NP-7                |
| 133                                                 | Clément Champoussin (FRA) | 7e                  |
| 134                                                 | Anthon Charmig (DEN)      | 101e                |
| 135                                                 | Yevgeniy Fedorov (KAZ)    | 99e                 |
| 136                                                 | Mike Teunissen (NED)      | 52e                 |
| 137                                                 | Nicolas Vinokourov (KAZ)  | 47e                 |
| Directeur sportif : Dmitriy Fofonov, Peter Kennaugh |                           |                     |

| Arkéa-B&B Hotels ARK                              | Arkéa-B&B Hotels ARK     | Arkéa-B&B Hotels ARK |
| ------------------------------------------------- | ------------------------ | -------------------- |
| Num                                               | Coureur                  | Pos                  |
| 141                                               | Arnaud Démare (FRA)      | NP-7                 |
| 142                                               | Ewen Costiou (FRA)       | 49e                  |
| 143                                               | Raúl García Pierna (ESP) | 16e                  |
| 144                                               | Thibault Guernalec (FRA) | 54e                  |
| 145                                               | Miles Scotson (AUS)      | 108e                 |
| 146                                               | Florian Sénéchal (FRA)   | AB-2                 |
| 147                                               | Pierre Thierry (FRA)     | 107e                 |
| Directeur sportif : Arnaud Gérard, Laurent Pichon |                          |                      |

| EF Education-EasyPost EFE                              | EF Education-EasyPost EFE | EF Education-EasyPost EFE |
| ------------------------------------------------------ | ------------------------- | ------------------------- |
| Num                                                    | Coureur                   | Pos                       |
| 151                                                    | Neilson Powless (USA)     | 31e                       |
| 152                                                    | Vincenzo Albanese (ITA)   | 87e                       |
| 153                                                    | Kasper Asgreen (DEN)      | NP-2                      |
| 154                                                    | Owain Doull (GBR)         | 46e                       |
| 155                                                    | Georg Steinhauser (GER)   | 38e                       |
| 156                                                    | Harry Sweeny (AUS)        | 64e                       |
| 157                                                    | Max Walker (GBR)          | AB-8                      |
| Directeur sportif : Sebastian Langeveld, Andreas Klier |                           |                           |

| Uno-X Mobility UXM                                       | Uno-X Mobility UXM          | Uno-X Mobility UXM |
| -------------------------------------------------------- | --------------------------- | ------------------ |
| Num                                                      | Coureur                     | Pos                |
| 161                                                      | Alexander Kristoff (NOR)    | AB-7               |
| 162                                                      | Jonas Abrahamsen (NOR)      | NP-7               |
| 163                                                      | Amund Grøndahl Jansen (NOR) | NP-4               |
| 164                                                      | Johannes Kulset (NOR)       | 32e                |
| 165                                                      | Andreas Leknessund (NOR)    | 29e                |
| 166                                                      | Anders Skaarseth (NOR)      | 78e                |
| 167                                                      | Rasmus Tiller (NOR)         | 93e                |
| Directeur sportif : Stig Kristiansen, Christian Andersen |                             |                    |

| Cofidis COF                                            | Cofidis COF                 | Cofidis COF |
| ------------------------------------------------------ | --------------------------- | ----------- |
| Num                                                    | Coureur                     | Pos         |
| 171                                                    | Stanisław Aniołkowski (POL) | NP-7        |
| 172                                                    | Aimé De Gendt (BEL)         | NP-7        |
| 173                                                    | Clément Izquierdo (FRA)     | 80e         |
| 174                                                    | Sam Maisonobe (FRA)         | AB-4        |
| 175                                                    | Sylvain Moniquet (BEL)      | AB-5        |
| 176                                                    | Anthony Perez (FRA)         | 73e         |
| 177                                                    | Sergio Samitier (ESP)       | 75e         |
| Directeur sportif : Jimmy Engoulvent, Jean-Luc Jonrond |                             |             |

| Intermarché-Wanty IWA                                    | Intermarché-Wanty IWA           | Intermarché-Wanty IWA |
| -------------------------------------------------------- | ------------------------------- | --------------------- |
| Num                                                      | Coureur                         | Pos                   |
| 181                                                      | Georg Zimmermann (GER)          | 20e                   |
| 182                                                      | Kobe Goossens (BEL)             | 19e                   |
| 183                                                      | Hugo Page (FRA)                 | NP-7                  |
| 184                                                      | Adrien Petit (FRA)              | AB-8                  |
| 185                                                      | Dion Smith (NZL)                | 63e                   |
| 186                                                      | Taco van der Hoorn (NED)        | NP-3                  |
| 187                                                      | Roel van Sintmaartensdijk (NED) | NP-8                  |
| Directeur sportif : Steven De Neef, Pieter Vanspeybrouck |                                 |                       |

| Team TotalEnergies TEN                          | Team TotalEnergies TEN   | Team TotalEnergies TEN |
| ----------------------------------------------- | ------------------------ | ---------------------- |
| Num                                             | Coureur                  | Pos                    |
| 191                                             | Anthony Turgis (FRA)     | AB-7                   |
| 192                                             | Steff Cras (BEL)         | AB-4                   |
| 193                                             | Alexandre Delettre (FRA) | 70e                    |
| 194                                             | Thomas Gachignard (FRA)  | 41e                    |
| 195                                             | Émilien Jeannière (FRA)  | 100e                   |
| 196                                             | Jordan Jegat (FRA)       | 23e                    |
| 197                                             | Samuel Leroux (FRA)      | AB-5                   |
| Directeur sportif : Romain Sicard, Thibaut Macé |                          |                        |

| Alpecin-Deceuninck ADC                                | Alpecin-Deceuninck ADC  | Alpecin-Deceuninck ADC |
| ----------------------------------------------------- | ----------------------- | ---------------------- |
| Num                                                   | Coureur                 | Pos                    |
| 201                                                   | Tibor Del Grosso (NED)  | 81e                    |
| 202                                                   | Tobias Bayer (AUT)      | 96e                    |
| 203                                                   | Ramses Debruyne (BEL)   | 72e                    |
| 204                                                   | Timo Kielich (BEL)      | 83e                    |
| 205                                                   | Edward Planckaert (BEL) | 97e                    |
| 206                                                   | Oscar Riesebeek (NED)   | 112e                   |
| 207                                                   | Luca Vergallito (ITA)   | 22e                    |
| Directeur sportif : Frederik Willems, Jens Keukeleire |                         |                        |

| Caja Rural-Seguros RGA CJR                                 | Caja Rural-Seguros RGA CJR    | Caja Rural-Seguros RGA CJR |
| ---------------------------------------------------------- | ----------------------------- | -------------------------- |
| Num                                                        | Coureur                       | Pos                        |
| 211                                                        | Iúri Leitão (POR)             | AB-8                       |
| 212                                                        | Sebastian Berwick (AUS)       | AB-8                       |
| 213                                                        | Samuel Fernández García (ESP) | 114e                       |
| 214                                                        | Joel Nicolau (ESP)            | 106e                       |
| 215                                                        | Jakub Otruba (CZE)            | 95e                        |
| 216                                                        | Thomas Silva (URU)            | 48e                        |
| 217                                                        | Gorka Sorarrain (ESP)         | AB-2                       |
| Directeur sportif : Rubén Martínez, Genaro Prego Dominguez |                               |                            |

| Team Visma \| Lease a Bike TVL                       | Team Visma \| Lease a Bike TVL | Team Visma \| Lease a Bike TVL |
| ---------------------------------------------------- | ------------------------------ | ------------------------------ |
| Num                                                  | Coureur                        | Pos                            |
| 1                                                    | Matteo Jorgenson (USA)         | 1er                            |
| 2                                                    | Edoardo Affini (ITA) (chrono)  | 104e                           |
| 3                                                    | Victor Campenaerts (BEL)       | 56e                            |
| 4                                                    | Per Strand Hagenes (NOR)       | AB-8                           |
| 5                                                    | Bart Lemmen (NED)              | 71e                            |
| 6                                                    | Jonas Vingegaard (DEN)         | NP-6                           |
| 7                                                    | Axel Zingle (FRA)              | 53e                            |
| Directeur sportif : Frans Maassen, Arthur van Dongen |                                |                                |

| Soudal Quick-Step SOQ                          | Soudal Quick-Step SOQ       | Soudal Quick-Step SOQ |
| ---------------------------------------------- | --------------------------- | --------------------- |
| Num                                            | Coureur                     | Pos                   |
| 11                                             | Maximilian Schachmann (GER) | 17e                   |
| 12                                             | Ayco Bastiaens (BEL)        | 102e                  |
| 13                                             | Yves Lampaert (BEL)         | 86e                   |
| 14                                             | Tim Merlier (BEL) (route)   | AB-8                  |
| 15                                             | Dries Van Gestel (BEL)      | 76e                   |
| 16                                             | Bert Van Lerberghe (BEL)    | AB-8                  |
| 17                                             | Ilan Van Wilder (BEL)       | 10e                   |
| Directeur sportif : Tom Steels, Dries Devenyns |                             |                       |

| UAE Team Emirates XRG UAD                            | UAE Team Emirates XRG UAD      | UAE Team Emirates XRG UAD |
| ---------------------------------------------------- | ------------------------------ | ------------------------- |
| Num                                                  | Coureur                        | Pos                       |
| 21                                                   | Brandon McNulty (USA) (chrono) | AB-8                      |
| 22                                                   | João Almeida (POR)             | 6e                        |
| 23                                                   | Ivo Oliveira (POR)             | 105e                      |
| 24                                                   | Sebastián Molano (COL)         | NP-7                      |
| 25                                                   | Jhonatan Narváez (ECU) (route) | 37e                       |
| 26                                                   | Nils Politt (GER) (chrono)     | 40e                       |
| 27                                                   | Pavel Sivakov (FRA)            | 85e                       |
| Directeur sportif : Fabio Baldato, Simone Pedrazzini |                                |                           |

| Lidl-Trek LTK                                      | Lidl-Trek LTK             | Lidl-Trek LTK |
| -------------------------------------------------- | ------------------------- | ------------- |
| Num                                                | Coureur                   | Pos           |
| 31                                                 | Mattias Skjelmose (DEN)   | AB-7          |
| 32                                                 | Julien Bernard (FRA)      | NP-4          |
| 33                                                 | Ryan Gibbons (RSA)        | AB-5          |
| 34                                                 | Daan Hoole (NED) (chrono) | 57e           |
| 35                                                 | Alex Kirsch (LUX)         | 65e           |
| 36                                                 | Mads Pedersen (DEN)       | 26e           |
| 37                                                 | Otto Vergaerde (BEL)      | 79e           |
| Directeur sportif : Steven de Jongh, Michael Schär |                           |               |

| Red Bull-Bora-Hansgrohe RBH                    | Red Bull-Bora-Hansgrohe RBH | Red Bull-Bora-Hansgrohe RBH |
| ---------------------------------------------- | --------------------------- | --------------------------- |
| Num                                            | Coureur                     | Pos                         |
| 41                                             | Aleksandr Vlasov            | 35e                         |
| 42                                             | Florian Lipowitz (GER)      | 2e                          |
| 43                                             | Ryan Mullen (IRL)           | 110e                        |
| 44                                             | Matteo Sobrero (ITA)        | 28e                         |
| 45                                             | Mick van Dijke (NED)        | 91e                         |
| 46                                             | Danny van Poppel (NED)      | AB-2                        |
| 47                                             | Ben Zwiehoff (GER)          | 36e                         |
| Directeur sportif : Patxi Vila, Shane Archbold |                             |                             |

| Team Jayco AlUla JAY                              | Team Jayco AlUla JAY         | Team Jayco AlUla JAY |
| ------------------------------------------------- | ---------------------------- | -------------------- |
| Num                                               | Coureur                      | Pos                  |
| 51                                                | Ben O'Connor (AUS)           | 14e                  |
| 52                                                | Luke Durbridge (AUS) (route) | AB-2                 |
| 53                                                | Michael Hepburn (AUS)        | 111e                 |
| 54                                                | Michael Matthews (AUS)       | 55e                  |
| 55                                                | Kelland O'Brien (AUS)        | 66e                  |
| 56                                                | Mauro Schmid (SUI) (route)   | 33e                  |
| 57                                                | Max Walscheid (GER)          | NP-7                 |
| Directeur sportif : Mathew Hayman, Pieter Weening |                              |                      |

| Ineos Grenadiers IGD                                | Ineos Grenadiers IGD          | Ineos Grenadiers IGD |
| --------------------------------------------------- | ----------------------------- | -------------------- |
| Num                                                 | Coureur                       | Pos                  |
| 61                                                  | Thymen Arensman (NED)         | 3e                   |
| 62                                                  | Tobias Foss (NOR)             | 9e                   |
| 63                                                  | Bob Jungels (LUX)             | 67e                  |
| 64                                                  | Magnus Sheffield (USA)        | 4e                   |
| 65                                                  | Ben Swift (GBR)               | 74e                  |
| 66                                                  | Joshua Tarling (GBR) (chrono) | 27e                  |
| 67                                                  | Samuel Watson (GBR)           | 77e                  |
| Directeur sportif : Christian Knees, Leonardo Basso |                               |                      |

| Decathlon-AG2R La Mondiale DAT                   | Decathlon-AG2R La Mondiale DAT | Decathlon-AG2R La Mondiale DAT |
| ------------------------------------------------ | ------------------------------ | ------------------------------ |
| Num                                              | Coureur                        | Pos                            |
| 71                                               | Felix Gall (AUT)               | 18e                            |
| 72                                               | Bruno Armirail (FRA)           | 62e                            |
| 73                                               | Stefan Bissegger (SUI)         | 43e                            |
| 74                                               | Sander De Pestel (BEL)         | 82e                            |
| 75                                               | Oliver Naesen (BEL)            | 59e                            |
| 76                                               | Aurélien Paret-Peintre (FRA)   | 12e                            |
| 77                                               | Callum Scotson (AUS)           | 61e                            |
| Directeur sportif : Cyril Dessel, Sébastien Joly |                                |                                |

| Bahrain Victorious TBV                               | Bahrain Victorious TBV  | Bahrain Victorious TBV |
| ---------------------------------------------------- | ----------------------- | ---------------------- |
| Num                                                  | Coureur                 | Pos                    |
| 81                                                   | Santiago Buitrago (COL) | AB-4                   |
| 82                                                   | Matevž Govekar (SLO)    | 109e                   |
| 83                                                   | Kamil Gradek (POL)      | 113e                   |
| 84                                                   | Jack Haig (AUS)         | 30e                    |
| 85                                                   | Lenny Martinez (FRA)    | 24e                    |
| 86                                                   | Fred Wright (GBR)       | 68e                    |
| 87                                                   | Edoardo Zambanini (ITA) | 42e                    |
| Directeur sportif : Roman Kreuziger, Aart Vierhouten |                         |                        |

| Team Picnic-PostNL TPP                           | Team Picnic-PostNL TPP     | Team Picnic-PostNL TPP |
| ------------------------------------------------ | -------------------------- | ---------------------- |
| Num                                              | Coureur                    | Pos                    |
| 91                                               | Warren Barguil (FRA)       | 34e                    |
| 92                                               | Tobias Lund Andresen (DEN) | 84e                    |
| 93                                               | John Degenkolb (GER)       | 94e                    |
| 94                                               | Sean Flynn (GBR)           | 92e                    |
| 95                                               | Fabio Jakobsen (NED)       | AB-5                   |
| 96                                               | Tim Naberman (NED)         | AB-7                   |
| 97                                               | Julius van den Berg (NED)  | 89e                    |
| Directeur sportif : Melvin Rullière, Rudie Kemna |                            |                        |

| Movistar Team MOV                                     | Movistar Team MOV               | Movistar Team MOV |
| ----------------------------------------------------- | ------------------------------- | ----------------- |
| Num                                                   | Coureur                         | Pos               |
| 101                                                   | Iván Romeo (ESP)                | 21e               |
| 102                                                   | William Barta (USA)             | 15e               |
| 103                                                   | Pablo Castrillo (ESP)           | 11e               |
| 104                                                   | Jefferson Cepeda (ECU) (chrono) | AB-7              |
| 105                                                   | Iván García Cortina (ESP)       | 51e               |
| 106                                                   | Lorenzo Milesi (ITA)            | 60e               |
| 107                                                   | Manlio Moro (ITA)               | 98e               |
| Directeur sportif : Pablo Lastras, José Joaquín Rojas |                                 |                   |

| Tudor Pro Cycling Team TUD                                | Tudor Pro Cycling Team TUD | Tudor Pro Cycling Team TUD |
| --------------------------------------------------------- | -------------------------- | -------------------------- |
| Num                                                       | Coureur                    | Pos                        |
| 111                                                       | Julian Alaphilippe (FRA)   | 44e                        |
| 112                                                       | Alberto Dainese (ITA)      | NP-8                       |
| 113                                                       | Robin Froidevaux (SUI)     | NP-7                       |
| 114                                                       | Marco Haller (AUT)         | 88e                        |
| 115                                                       | Fabian Lienhard (SUI)      | 103e                       |
| 116                                                       | Michael Storer (AUS)       | 5e                         |
| 117                                                       | Matteo Trentin (ITA)       | 39e                        |
| Directeur sportif : Morgan Lamoisson, Sylvain Blanquefort |                            |                            |

| Groupama-FDJ GFC                                 | Groupama-FDJ GFC                | Groupama-FDJ GFC |
| ------------------------------------------------ | ------------------------------- | ---------------- |
| Num                                              | Coureur                         | Pos              |
| 121                                              | Guillaume Martin-Guyonnet (FRA) | 13e              |
| 122                                              | Rémi Cavagna (FRA)              | 58e              |
| 123                                              | Kevin Geniets (LUX)             | 25e              |
| 124                                              | Thibaud Gruel (FRA)             | 69e              |
| 125                                              | Johan Jacobs (SUI)              | 50e              |
| 126                                              | Stefan Küng (SUI)               | 45e              |
| 127                                              | Enzo Paleni (FRA)               | 90e              |
| Directeur sportif : Yvon Caër, Benoît Vaugrenard |                                 |                  |

| XDS Astana Team XAT                                 | XDS Astana Team XAT       | XDS Astana Team XAT |
| --------------------------------------------------- | ------------------------- | ------------------- |
| Num                                                 | Coureur                   | Pos                 |
| 131                                                 | Harold Tejada (COL)       | 8e                  |
| 132                                                 | Cees Bol (NED)            | NP-7                |
| 133                                                 | Clément Champoussin (FRA) | 7e                  |
| 134                                                 | Anthon Charmig (DEN)      | 101e                |
| 135                                                 | Yevgeniy Fedorov (KAZ)    | 99e                 |
| 136                                                 | Mike Teunissen (NED)      | 52e                 |
| 137                                                 | Nicolas Vinokourov (KAZ)  | 47e                 |
| Directeur sportif : Dmitriy Fofonov, Peter Kennaugh |                           |                     |

| Arkéa-B&B Hotels ARK                              | Arkéa-B&B Hotels ARK     | Arkéa-B&B Hotels ARK |
| ------------------------------------------------- | ------------------------ | -------------------- |
| Num                                               | Coureur                  | Pos                  |
| 141                                               | Arnaud Démare (FRA)      | NP-7                 |
| 142                                               | Ewen Costiou (FRA)       | 49e                  |
| 143                                               | Raúl García Pierna (ESP) | 16e                  |
| 144                                               | Thibault Guernalec (FRA) | 54e                  |
| 145                                               | Miles Scotson (AUS)      | 108e                 |
| 146                                               | Florian Sénéchal (FRA)   | AB-2                 |
| 147                                               | Pierre Thierry (FRA)     | 107e                 |
| Directeur sportif : Arnaud Gérard, Laurent Pichon |                          |                      |

| EF Education-EasyPost EFE                              | EF Education-EasyPost EFE | EF Education-EasyPost EFE |
| ------------------------------------------------------ | ------------------------- | ------------------------- |
| Num                                                    | Coureur                   | Pos                       |
| 151                                                    | Neilson Powless (USA)     | 31e                       |
| 152                                                    | Vincenzo Albanese (ITA)   | 87e                       |
| 153                                                    | Kasper Asgreen (DEN)      | NP-2                      |
| 154                                                    | Owain Doull (GBR)         | 46e                       |
| 155                                                    | Georg Steinhauser (GER)   | 38e                       |
| 156                                                    | Harry Sweeny (AUS)        | 64e                       |
| 157                                                    | Max Walker (GBR)          | AB-8                      |
| Directeur sportif : Sebastian Langeveld, Andreas Klier |                           |                           |

| Uno-X Mobility UXM                                       | Uno-X Mobility UXM          | Uno-X Mobility UXM |
| -------------------------------------------------------- | --------------------------- | ------------------ |
| Num                                                      | Coureur                     | Pos                |
| 161                                                      | Alexander Kristoff (NOR)    | AB-7               |
| 162                                                      | Jonas Abrahamsen (NOR)      | NP-7               |
| 163                                                      | Amund Grøndahl Jansen (NOR) | NP-4               |
| 164                                                      | Johannes Kulset (NOR)       | 32e                |
| 165                                                      | Andreas Leknessund (NOR)    | 29e                |
| 166                                                      | Anders Skaarseth (NOR)      | 78e                |
| 167                                                      | Rasmus Tiller (NOR)         | 93e                |
| Directeur sportif : Stig Kristiansen, Christian Andersen |                             |                    |

| Cofidis COF                                            | Cofidis COF                 | Cofidis COF |
| ------------------------------------------------------ | --------------------------- | ----------- |
| Num                                                    | Coureur                     | Pos         |
| 171                                                    | Stanisław Aniołkowski (POL) | NP-7        |
| 172                                                    | Aimé De Gendt (BEL)         | NP-7        |
| 173                                                    | Clément Izquierdo (FRA)     | 80e         |
| 174                                                    | Sam Maisonobe (FRA)         | AB-4        |
| 175                                                    | Sylvain Moniquet (BEL)      | AB-5        |
| 176                                                    | Anthony Perez (FRA)         | 73e         |
| 177                                                    | Sergio Samitier (ESP)       | 75e         |
| Directeur sportif : Jimmy Engoulvent, Jean-Luc Jonrond |                             |             |

| Intermarché-Wanty IWA                                    | Intermarché-Wanty IWA           | Intermarché-Wanty IWA |
| -------------------------------------------------------- | ------------------------------- | --------------------- |
| Num                                                      | Coureur                         | Pos                   |
| 181                                                      | Georg Zimmermann (GER)          | 20e                   |
| 182                                                      | Kobe Goossens (BEL)             | 19e                   |
| 183                                                      | Hugo Page (FRA)                 | NP-7                  |
| 184                                                      | Adrien Petit (FRA)              | AB-8                  |
| 185                                                      | Dion Smith (NZL)                | 63e                   |
| 186                                                      | Taco van der Hoorn (NED)        | NP-3                  |
| 187                                                      | Roel van Sintmaartensdijk (NED) | NP-8                  |
| Directeur sportif : Steven De Neef, Pieter Vanspeybrouck |                                 |                       |

| Team TotalEnergies TEN                          | Team TotalEnergies TEN   | Team TotalEnergies TEN |
| ----------------------------------------------- | ------------------------ | ---------------------- |
| Num                                             | Coureur                  | Pos                    |
| 191                                             | Anthony Turgis (FRA)     | AB-7                   |
| 192                                             | Steff Cras (BEL)         | AB-4                   |
| 193                                             | Alexandre Delettre (FRA) | 70e                    |
| 194                                             | Thomas Gachignard (FRA)  | 41e                    |
| 195                                             | Émilien Jeannière (FRA)  | 100e                   |
| 196                                             | Jordan Jegat (FRA)       | 23e                    |
| 197                                             | Samuel Leroux (FRA)      | AB-5                   |
| Directeur sportif : Romain Sicard, Thibaut Macé |                          |                        |

| Alpecin-Deceuninck ADC                                | Alpecin-Deceuninck ADC  | Alpecin-Deceuninck ADC |
| ----------------------------------------------------- | ----------------------- | ---------------------- |
| Num                                                   | Coureur                 | Pos                    |
| 201                                                   | Tibor Del Grosso (NED)  | 81e                    |
| 202                                                   | Tobias Bayer (AUT)      | 96e                    |
| 203                                                   | Ramses Debruyne (BEL)   | 72e                    |
| 204                                                   | Timo Kielich (BEL)      | 83e                    |
| 205                                                   | Edward Planckaert (BEL) | 97e                    |
| 206                                                   | Oscar Riesebeek (NED)   | 112e                   |
| 207                                                   | Luca Vergallito (ITA)   | 22e                    |
| Directeur sportif : Frederik Willems, Jens Keukeleire |                         |                        |

| Caja Rural-Seguros RGA CJR                                 | Caja Rural-Seguros RGA CJR    | Caja Rural-Seguros RGA CJR |
| ---------------------------------------------------------- | ----------------------------- | -------------------------- |
| Num                                                        | Coureur                       | Pos                        |
| 211                                                        | Iúri Leitão (POR)             | AB-8                       |
| 212                                                        | Sebastian Berwick (AUS)       | AB-8                       |
| 213                                                        | Samuel Fernández García (ESP) | 114e                       |
| 214                                                        | Joel Nicolau (ESP)            | 106e                       |
| 215                                                        | Jakub Otruba (CZE)            | 95e                        |
| 216                                                        | Thomas Silva (URU)            | 48e                        |
| 217                                                        | Gorka Sorarrain (ESP)         | AB-2                       |
| Directeur sportif : Rubén Martínez, Genaro Prego Dominguez |                               |                            |